# 五十嵐裕美
五十嵐 裕美（いがらし ひろみ、1986年12月13日 - ）は、日本の女性声優。北海道札幌市出身。マウスプロモーション所属。
代表作は、『アイドルマスター シンデレラガールズ』（双葉杏）、『パパのいうことを聞きなさい!』（小鳥遊ひな）、『奇異太郎少年の妖怪絵日記』（奇異太郎）、『AMNESIA』（オリオン）、『ブレイブウィッチーズ』（エディータ・ロスマン）、『ゆきんこ・りえしょんのいちごまみれだよ〜』など。

## 来歴
TVアニメ『デ・ジ・キャラット』で沢城みゆきを知ったことが一番のきっかけとなり、声優を目指し始めた。中学生の頃には堀江由衣のファンクラブ「黒ネコ同盟」に入会、声優雑誌を購入するなどのオタク活動に精を出しており、その様子を見ていた母に「そんなに好きなら目指してみれば？」と声優を勧められた。
高校では放送部に入っていたが、人前で話すことは苦手であったため、クラス委員を始めたり、総会議長をやってみたりと、できるだけ人前で話すきっかけを作って慣れるように努力を重ねた。
2007年から開催された、『ぷちこ声優オーディション』の最終選考候補者に選ばれ、大学と並行して週1の養成所に通い、その後マウスプロモーション附属俳優養成所（第22期生）に入所した。
2008年テレビアニメ『AYAKASHI』子供役、ゲーム『タツノコ VS. CAPCOM CROSS GENERATION OF HEROES』ロール役でデビューする。2009年よりマウスプロモーションに正式に所属。

## 人物

### 愛称について
デビューしたての2008年、TVアニメ『狂乱家族日記』の現場で喜多村英梨から名付けられた。「色白いね。北海道出身なの？じゃあ、ゆきんこだね。」という喜多村からの言葉が由来である。人見知りであまり共演者と話せず萎縮していた五十嵐であったが、このように気さくに話しかけられたことをきっかけに喜多村と大の仲良しになった。

### 声優活動
- アニメ、ラジオ、ドラマCDなどで活躍している[17]。
- ゲーム『GUILTY GEAR Xrd -REVELATOR-』では、声色や口調がめまぐるしく変わるジャック・オーを担当。脚注のリンク先で聞けるように、文節とは無関係な位置で、幼い少女ボイスから大人の女性ボイスへと徐々に変化するという演技も難なくこなしている[18]。（例：「断片化され"た"記憶と性格の情報が不安定ね。」→"た"を境に変化）
- 多数のラジオやニコ生出演、スマートフォン「Galaxy S6/S6 edge」の広告ポスターやCM[19]、ゲーム『グリモア〜私立グリモワール魔法学園〜』のCMなどの顔出し出演[20]、すーぱーそに子やニコニコ動画の歌い手である花たんの楽曲でのコーラス参加など、マルチな活動を行っている[21][22]。
- 徳島県で開かれる「マチ★アソビ」には2009年のVol.1から出演しており、Vol.19（2017年10月現在）まで皆勤し続けている唯一の声優[23]。Vol.15の際、皆勤を祝う酒の席が用意されたが、五十嵐自身はお酒が呑めない[24][25]。2013年10月開催のVol.11にて、声優ユニット「つきねこ」のメンバーとして徳島観光大使にも就任した[26]。

### 人柄
- 遠藤ゆりかが自身の冠番組『遠藤ゆりかの今夜もユリーカ！2016』の第7回内で、「第一印象はクールだった」と言ったように、多くの人が見た目からはクールビューティーな印象を受けている。しかし、「サバサバしたお姉さんに見えるけど、実は寂しがり屋なところが可愛い」とも語っている[27]。
- 事務所を問わず後輩からとても慕われている。戸田めぐみがアイドルマスター ミリオンライブ!の2ndライブに出演する際、五十嵐から「あいつを歌って踊れる子だと思わないで、レッスンを見に行ってやってください」と頼まれた元アイドルマスターシリーズ総合ディレクター 石原章弘が、戸田の個人レッスンに来たことがあった。五十嵐自身も仕事から駆けつけでライブ会場に行き、戸田のソロ曲では立ってコンサートライトを振りながら応援。「あれ、うちの戸田ですよ！」と周りに自慢していた、という話を聞いた戸田は「裕美さんは本当に良い先輩であり、私にとって家族的な存在であり、大好きな人」とブログ内で語っている[28]。
- 高野麻里佳は、特に影響を受けた人物として事務所の先輩である五十嵐を挙げている。以前に五十嵐が出演していた番組の後任を任された高野は、番組や先輩のことを研究して臨んだものの、五十嵐とは性格も違うため上手くいかなかった。その時に五十嵐から、「そんなに背伸びしなくていいよ。頑張ろうと思って今は空回っているから、（背伸びしない方法を）教えてあげるよ」というアドバイスを受けた高野は、「本当に素敵な先輩が出来た瞬間でした。裏表のない自然な人だから、信頼して五十嵐さんの言葉を素直に受け止められますし、だから大好きなんだなと思います。」と語っている[29]。

### 交友関係
- 同業者だけでなく、様々な人と交流している様子がTwitterなどで見られる。特に仲の良い声優は、喜多村英梨、戸田めぐみ、相坂優歌、湯浅かえで、遠藤ゆりか、原紗友里、高森奈津美、松嵜麗、村川梨衣などがいる。
  - 湯浅かえでとは彼女が声優になる前から仲が良く[30]、自身の誕生日の時期には、毎年のように戸田めぐみ、相坂優歌らと共に集まっている[31]。
  - 高森奈津美とは同い年で、TVアニメ『アイドルマスター シンデレラガールズ』、OVA『Another』での双子役など共演も多い。プライベートでも仲が良く、「二人で老人ホームを作って老後をハッピーに暮らす」という計画を各所でよく話している[32]。
  - 原紗友里に関しては、「マチ★アソビ」の『アイドルマスター シンデレラガールズ』ステージにて「すごい好きなんです。お持ち帰りしたいぐらい好きなんです。家に置いといて彼女がシミュレーションゲームやってる横にくっついていたいぐらい好きなんです」と語るほど溺愛しており[33]、二人きりで大阪へ小旅行しに行く仲でもある[34]。

### 趣味・嗜好
- 小学生の頃から数多くのギャルゲーを嗜んできた。好きなタイトルは『同級生2』、『ダブルキャスト』、『季節を抱きしめて』、『ネクストキング 恋の千年王国』、『こみっくパーティー』、Key作品など。中でも『ときめきメモリアル』の虹野沙希とは結婚して2人の子供がいる設定があり、嫁と呼ぶほど好いている[11][27][35]。
- 前後のスケジュールなどに余裕がある休日には、ロードバイクに乗って湯河原温泉や、横浜の中華街などを観光している[36][37]。スペシャライズドのRuby Sport（2013年モデル）を使用している[38]。グルメや観光を目的とした趣味の一環でサイクリングを楽しんでいたが、後に自転車がテーマである『ろんぐらいだぁす!』に新垣葵役で出演が決まり、番組の企画で三浦半島を舞台にロングライドをするなど、実益も兼ねた趣味となった[39]。
- 休日に映画館に行って、3本見るほど映画好きである[40]。今敏監督の作品に衝撃を受け、特に『PERFECT BLUE』は子供の頃から何度も見返している[15]。
- サスペンス、ミステリー好きであり、子供の頃から2時間サスペンスなどを見ていた。『探偵 神宮寺三郎シリーズ』、『逆転裁判』や『ゴシップライター』などのゲームも好んで遊ぶ[41]。
- 小説も母の影響で子供の頃からアガサ・クリスティ、『ダ・ヴィンチ・コード』などのミステリーを中心に読んできた。好きな本は綾辻行人の『Another』、『館シリーズ』、『殺人鬼シリーズ』など[42]。
- 趣味はスキー、水泳、ボーリング[4]。
- 好きな食べ物はかき氷[43]、カニ味噌などのおつまみ類（お酒は飲めない）[44]、和菓子[45]など。
- 好きなアーティストは堀江由衣、三森すずこ、相坂優歌、小松未可子、村川梨衣など。その他、アニソンやゲーム関連曲、アイドルソング、洋邦ロックも好きで、特にBiSH[46]、Fall Out Boy[47]、Yellowcard[48]、Good Charlotte[49]、CIVILIAN（旧名 Lyu:Lyu）[50]、ウソツキ[51]などを好んで聴く。
  - 「@JAM 2013」 アニソンdayのソロステージがきっかけで三森に心を奪われる。後に「みもりんフレンズ」として、アルバム発売記念ニコ生や誕生日イベントに呼ばれている[52]。

### その他
一人っ子である。

## 出演
太字はメインキャラクター。

### テレビアニメ
2008年
- AYAKASHI（子供）
- 狂乱家族日記（罪木静）
- 逮捕しちゃうぞ フルスロットル（女の子）
- 二十面相の娘（観客E）
- 熱走! 亀1グランプリ（トーナン・ロン）

2009年
- かなめも（少女、同級生G）
- 獣の奏者エリン（サジュ）
- 乃木坂春香の秘密 ぴゅあれっつぁ♪（凪川小鮎）
- クプ〜!!まめゴマ!（トントン）
- 遊☆戯☆王5D's（ウェスト）
- よくわかる現代魔法（男子A）

2010年
- 俺の妹がこんなに可愛いわけがない（りんこ）
- 会長はメイド様!（兵藤葵、女子中学生B）
- 海月姫（子供）
- ジュエルペット（2010年 - 2015年、アレク） - 5シリーズ
- 聖痕のクェイサー（S）
- ハートキャッチプリキュア!（少年）
- バカとテストと召喚獣（2010年 - 2011年、小山友香） - 2シリーズ
- はなまる幼稚園（ゆう、樹、葵、蓬、先生）
- FORTUNE ARTERIAL 赤い約束（女生徒、女子生徒、委員）
- みつどもえ（2010年 - 2011年、加茂、倉野、少女A、一年女子A、上野、少女） - 2シリーズ
- れでぃ×ばと!（女生徒）

2011年
- お兄ちゃんのことなんかぜんぜん好きじゃないんだからねっ!!（修輔〈幼少〉）
- 殿といっしょ 〜眼帯の野望〜（島津家久）
- 爆丸バトルブローラーズ ガンダリアンインベーダーズ（ルイン）
- Fate/Zero（男の子）
- ブレイド（アリス）
- 夢喰いメリー（マサル）

2012年
- エリアの騎士（高瀬千佳、女子A）
- クレヨンしんちゃん（2012年 - 2020年、女性スタッフ、お天気お姉さんB、子供）
- 黒魔女さんが通る!!（鈴風さやか）
- GON -ゴン-（フウ）
- しろくまカフェ（客、園児、事務員）
- Zoobles!（ブラッキー、ランディー、ピール、ルー、メル、リリー）
- 戦国コレクション（少年）
- 探検ドリランド（レオ〈少年期〉）
- 夏色キセキ（テニス部後輩、後輩、多恵、男子、音楽プロデューサー）
- はいたい七葉（イーナ）
- バトルスピリッツ 覇王（少年B）
- パパのいうことを聞きなさい!（小鳥遊ひな）
- ブラック★ロックシューター（女生徒A、女子生徒B、女子生徒、女子生徒A、同級生A）
- Bloody Bunny（リトル）
- ポケットモンスター ベストウイッシュ シーズン2（バージルのエーフィ、ミカエル）
- 60日のシンデレラ（アリッサ・アープ）
- ロビンくんと100人のお友達 シーズン2

2013年
- アイカツ!（2013年 - 2014年、市原一華、東あさひ）
- AMNESIA（オリオン）
- 犬とハサミは使いよう（本田弥生）
- 俺の脳内選択肢が、学園ラブコメを全力で邪魔している（黒白院清羅）
- カーニヴァル（羊＆兎、イソサ、ニマ、胡障兎）
- たまこまーけっと（竜也）
- 天使のどろっぷ（うん）
- 問題児たちが異世界から来るそうですよ?（ジン・ラッセル）

2014年
- 甘城ブリリアントパーク（安達映子）
- 俺、ツインテールになります。（観束未春）
- ガールフレンド（仮）（蓬田菫）
- 神々の悪戯（慶子）
- 桜Trick（南しずく）
- シドニアの騎士（百瀬日向）
- のうりん（中沢商）
- ハイキュー!!（テニス部女子）
- ふうせんいぬティニー（ゼヴィー）
- RAIL WARS!（札沼まり）

2015年
- アイドルマスター シンデレラガールズ（双葉杏）
- オーバーロード（2015年 - 2018年、ユリ・アルファ） - 3シリーズ
- コンクリート・レボルティオ〜超人幻想〜（森野ワカバ〈第9話〉）
- SHOW BY ROCK!!（2015年 - 2016年、ホルミー） - 3シリーズ
- デュラララ!!×2 シリーズ（2015年 - 2016年、写楽美影） - 2シリーズ
- どうしても干支にはいりたい（2015年 - 2020年、ウサギ） - 2シリーズ
- ぷれぷれぷれあです（2015年 - 2018年、ユリ・アルファ、中の人） - 3シリーズ
- ログ・ホライズン（2015年 - 2021年、コッペリア） - 2シリーズ
- ローリング☆ガールズ（魚虎姫子）

2016年
- 奇異太郎少年の妖怪絵日記（奇異太郎）
- 金田一少年の事件簿R（雲沢夏樹）
- ジョーカー・ゲーム（少年〈従兄弟〉）
- ツキウタ。 THE ANIMATION（少女霊）
- テイルズ オブ ゼスティリア ザ クロス（サイモン）
- ハイスクール・フリート（ヴィルヘルミーナ・ブラウンシュヴァイク・インゲノール・フリーデブルク）
- ハルチカ〜ハルタとチカは青春する〜（麻生美里）
- ブレイブウィッチーズ（エディータ・ロスマン）
- 迷家-マヨイガ-（リオン、男子A、看護師）
- ろんぐらいだぁす!（新垣葵）

2017年
- 怪獣娘 〜ウルトラ怪獣擬人化計画〜（2017年 - 2018年、レッドキング） - 2シリーズ
- ピアシェ〜私のイタリアン〜（帝莉沙羅）
- アイドルマスター シンデレラガールズ劇場（2017年 - 2019年、双葉杏、先生） - 4シリーズ
- つぐもも（2017年 - 2020年、皇すずり） - 2シリーズ
- バトルガール ハイスクール（南ひなた）
- 捏造トラップ-NTR-（水科蛍）
- スナックワールド（マヨネ母、友子さん、ウィッチ、侍女、シルフさん）
- 十二大戦（妬良）
- ドラえもん（テレビ朝日版第2期）（ノンちゃん）
- このはな綺譚（かぐや）

2018年
- BEATLESS（スノウドロップ） - 2シリーズ
- ウマ娘 プリティーダービー（ウマ娘）
- 終電後、カプセルホテルで、上司に微熱伝わる夜。（相澤みのり）
- 閃乱カグラ SHINOVI MASTER -東京妖魔篇-（美野里）

2019年
- みにとじ（七之里呼吹）
- 同居人はひざ、時々、頭のうえ。（レオ）
- けものフレンズ2（イリエワニ）
- 異世界かるてっと（2019年 - 2020年、ユリ） - 2シリーズ
- アズールレーン（グローウォーム）

2020年
- 異種族レビュアーズ（デスアビス）
- 八十亀ちゃんかんさつにっき シリーズ（2020年 - 2021年、札幌女子 / 岳室愛） - 2シリーズ
- ド級編隊エグゼロス（女医）
- まえせつ!（新谷りん）

2021年
- SHOW BY ROCK!! STARS!!（ホルミー）
- ワールドウィッチーズ発進しますっ!（エディータ・ロスマン）
- 闘神機ジーズフレーム（アルヘナ・ハキーム）

2022年
- CUE!（由良桐香）
- キャップ革命 ボトルマンDX（2022年 - 2023年、宰田ミツヤ、女子A、ローランズ2）
- 勇者、辞めます（サキュバス）

2023年
- 『FLAGLIA』〜なつやすみの物語〜（イコ）
- BLEACH 千年血戦篇（2023年 - 2024年、四楓院夕四郎咲宗） - 2シリーズ
- 聖剣学院の魔剣使い（エルフィーネ・フィレット）
- 16bitセンセーション ANOTHER LAYER（店員、男の子）
- 東京リベンジャーズ（九井一〈小学生〉）

2025年
- GUILTY GEAR STRIVE: DUAL RULERS（ジャック・オー）
- ロックは淑女の嗜みでして（アキ）

### 劇場アニメ
2008年
- 空の境界 第五章 矛盾螺旋（臙条巴〈幼少期〉）

2010年
- こわれかけのオルゴール（主婦）
- ブレイク ブレイド 第一章「覚醒ノ刻」（ライガット〈幼少期〉、魔動技術士E）
- ルー=ガルー（神埜歩未）

2012年
- BUTA（キツネの弟）
- わすれなぐも（奥の声）

2013年
- 劇場版 魔法少女まどか☆マギカ [新編] 叛逆の物語（女子生徒）

2015年
- 劇場版 蒼き鋼のアルペジオ -アルス・ノヴァ-（ハグロ） - 2作品
- 劇場版 シドニアの騎士（百瀬日向）

2016年
- 劇場版selector destructed WIXOSS（ウムル）

2017年
- 劇場版総集編 オーバーロード 不死者の王 / 漆黒の英雄（ユリ・アルファ）

2020年
- 劇場版 ハイスクール・フリート（ヴィルヘルミーナ・ブラウンシュヴァイク・インゲノール・フリーデブルク）

### OVA
2009年
- HELLSING VII（ピップ・ベルナドット〈少年時代〉）

2010年
- ひよ恋（トウコ）※夏ドキッ★りぼんっ子パーティー55上映作品
- 眼鏡なカノジョ（梨花、女性A、女子生徒B）

2011年
- バカとテストと召喚獣 〜祭〜（小山友香）

2012年
- Another 第0話 The Other〈因果〉（藤岡未咲）※コミックス0巻アニメDVD同梱版
- コープスパーティー Missing Footage（管乃雪）
- 乃木坂春香の秘密 ふぃな〜れ♪（凪川小鮎）
- みのりスクランブル!（たまき）

2013年
- AMNESIA 新作アニメDVD（オリオン）※アニメイト BD&DVD 全6巻購入特典
- コープスパーティー Tortured Souls -暴虐された魂の呪叫-（管乃雪）
- 問題児たちが異世界から来るそうですよ? 〜温泉漫遊記〜（ジン・ラッセル） ※小説第8巻Blu-ray同梱版
- パパのいうことを聞きなさい!（小鳥遊ひな）※小説第13・18巻OVA付き限定版

2015年
- 閃乱カグラ ESTIVAL VERSUS -水着だらけの前夜祭-（美野里）
- 日向美ビタースイーツ♪〜SWEET SMILE COLLECTION〜（芽兎めう）※ドラマCD『日向美ビタースイーツ♪〜SWEET SMILE COLLECTION〜』ゲーマーズ限定全巻購入特典

2016年
- アイドルマスター シンデレラガールズ 第26話(特別編)（双葉杏）※BD&DVD 第9巻収録
- ぷれぷれぷれあです（ユリ・アルファ）※小説11巻 Blu-ray付き特装版

2017年
- 奇異太郎少年の妖怪絵日記 スペシャルエピソード（奇異太郎）
- OVA ハイスクール・フリート（ヴィルヘルミーナ・ブラウンシュヴァイク・インゲノール・フリーデブルク）
- ブレイブウィッチーズ ペテルブルグ大戦略 （エディータ・ロスマン）

2018年
- 怪獣娘（黒）〜ウルトラ怪獣擬人化計画〜（レッドキング）

2019年
- 一騎当千 Western Wolves（蘆屋道満）

2020年
- 刀使ノ巫女 刻みし一閃の燈火（七之里呼吹） - 前後編

2021年
- planetarian 〜雪圏球〜（古賀茜）
- 魔法使いの嫁 西の少年と青嵐の騎士（ガブリエル）  - コミックス第16巻 - 第18巻アニメーションDVD付き特装版

### Webアニメ
2014年
- ダブルサークル（黒い猫の人形）

2015年
- 弱酸性ミリオンアーサー（性感型、カドール、ユーウェイン、パンジー）

2016年
- 怪獣娘〜ウルトラ怪獣擬人化計画〜（レッドキング）
- ぽすくま（日本郵便）（ぽすじゃむ）
- マウスどうぶつえん（ナマケモノのひろみ）

2017年
- アイドルマスター シンデレラガールズ劇場（2017年 - 2020年、双葉杏） - 2シリーズ

2018年
- 悪魔のメムメムちゃん（五木杏）

2020年
- キャップ革命 ボトルマン（宰田ミツヤ）

2022年
- CINDERELLA GIRLS 10th Anniversary Celebration Animation ETERNITY MEMORIES（2022年、双葉杏）

### ゲーム
2008年
- タツノコ VS. CAPCOM CROSS GENERATION OF HEROES（ロール）
- 428 〜封鎖された渋谷で〜（ガヤ）
- 牧場物語 ようこそ!風のバザールへ（主人公〈男〉、ケヴィン）

2009年
- CHAOS;HEAD NOAH（OTHERS）
- ストリートファイターIV（ダルシムの息子）

2010年
- TATSUNOKO VS. CAPCOM ULTIMATE ALL-STARS（ロール）
- デザート・キングダム
- ドラゴンネスト（カーライエン、リリー）
- 剣と魔法と学園モノ。2G（コッパ）
- コープスパーティー ブラッドカバー リピーティッドフィアー（小笠原奈那、管乃雪、刻命裕也〈少年期〉）
- 剣と魔法と学園モノ。3（クラッズ・女、アマリリス）
- アーメン・ノワール（シャンタオ、ユピテル、クルーガー）

2011年
- AMNESIA（オリオン）
- 俺の妹がこんなに可愛いわけがない ポータブル（りんこ）
- 学園ヘタリア portable
- クイーンズゲイト スパイラルカオス（シャルロット）
- コープスパーティー Book of Shadows（小笠原奈那、管乃雪、刻命裕也〈少年期〉）
- T.P.さくら（エリカ・ムラサキ）
- 流星☆ハレーション（西ノ原星治）

2012年
- アイカツ!（マイキャラ〈クールタイプ〉）
- アーメン・ノワール portable（シャンタオ）
- AMNESIA LATER（オリオン）
- エースコンバット3D クロスランブル（永瀬ケイ）
- 俺の妹がこんなに可愛いわけがない ポータブルが続くわけがない
- 君と一緒に2（清水弥生）
- ゲームでも、パパのいうことを聞きなさい!（小鳥遊ひな）
- 恋してアニ研（真行寺遥）
- コープスパーティー -THE ANTHOLOGY- サチコの恋愛遊戯♥Hysteric Birthday 2U（小笠原奈那、管乃雪）
- テイルズ オブ エクシリア2（マキ）
- ファイアーエムブレム 覚醒（マリアベル）

2013年
- アイドルマスター シンデレラガールズ（2013年 - 2024年、双葉杏） - 12作品
- AMNESIA CROWD（オリオン）
- AMNESIA V Edition（オリオン）
- アルカディアスの戦姫（ユニ）
- 限界凸騎 モンスターモンピース（アイリーン）
- 閃乱カグラ SHINOVI VERSUS -少女達の証明-（美野里）
- とってもE麻雀（相坂ひかり）
- 秘書コレクション 〜どきどき♥秘密の社長室〜（ツンデレ優等生秘書）
- 必殺仕事人 〜お仕置きコレクション〜（富永あいみ）
- 百年戦記 ユーロ・ヒストリア
- ファンタジスタドール ガールズロワイヤル（ルチェッタ）
- 桃色大戦ぱいろん＋（美野里）
- 嫁コレ（水無瀬シズク）

2014年
- アイカツ! 365日のアイドルデイズ（アバター・クール）
- アイドルクロニクル（ユリア）
- アイドルマスター ワンフォーオール（双葉杏） - DLC追加キャラクター
- AMNESIA LATER×CROWD V Edition（オリオン）
- AMNESIA World（オリオン）
- ウチの姫さまがいちばんカワイイ（狸守姫 たぬこ）
- 俺の屍を越えてゆけ2（木曽ノ春菜、下諏訪竜実、卜玉ノ壱与）
- 御城プロジェクト(北ノ庄城、福井城、津留賀城、金ヶ崎城)
- ガールフレンド（仮）（2014年 - 2023年、蓬田菫）
- 乖離性ミリオンアーサー（カドール、クラッキー、ディナダン、パンジー、ピクシー、ムリアン、ライネック、ローディーネ、チェリーニ、ミノアール、ヘルメス、ファイア / アイス / ウィンド / ライト / ダークキラリー）
- グランブルーファンタジー（2014年 - 2023年、アルドラ、双葉杏）
- グリモア〜私立グリモワール魔法学園〜（仲月さら）
- コープスパーティー BLOOD DRIVE（管乃雪）
- 城姫クエスト（明石城、人吉城、松代城）
- 新・世界樹の迷宮2 ファフニールの騎士（ハイ・ラガードの公女）
- 戦国大戦 -1600 関ヶ原 序の布石、葵打つ-（竹林院、熊姫、マセンシア、石田重家）
- デカ盛り 閃乱カグラ（美野里）
- 東京新世録 オペレーションアビス（村正真麻）
- とってもE麻雀ぷらす（相坂ひかり）
- パズドラ バトルトーナメント -ラズール王国とマドロミドラゴン-（ティンニン）
- 華アワセ 姫空木編（茉莉花）
- ヒーローズプレイスメント（五稜星子）
- BREAK雀BURST（愛理）
- ブレイドアンドソウル（ソサ・ヨナ）
- 魔女王（ドリス＝マリル）
- 流星ハレーション〜Secrets of Dearest〜（西ノ原星治）

2015年
- アヴァベルオンライン（女性03）
- ヴァリアントナイツ（マルリース＝ミスト）
- 音速少女隊 -Photon Angels-（ドリュー、アイヴィー）
- ガーディアンズ・ヴァイオレーション（エレノア・オステンベルク）
- ガールフレンド（♪）（蓬田菫）
- GUILTY GEAR Xrd -REVELATOR-（ジャック・オー）
- KLAP!! 〜Kind Love And Punish〜（石見楓）
- クリミナルガールズ2（スイ）
- 車なごコレクション（S660）
- 城姫クエスト（鹿児島城、高遠城、松代城）
- 神撃のバハムート（ヴァルナ）
- スマイル☆シューター Dear My Dream（白瀬ティナ）
- 戦魂-SENTAMA-（ねね、濃姫）
- 閃乱カグラ ESTIVAL VERSUS -少女達の選択-（美野里）
- 戦国大戦 -1615 大坂燃ゆ、世は夢の如く-（雜賀）
- 超銀河秘球 コズミックボール（星乃・ステラ）
- テイルズ オブ ゼスティリア（サイモン）
- 東京新世録 オペレーションバベル（アイリス）
- なないろランガールズ（小日向りな）
- 灰色都市 32人の容疑者（桐咲茜）
- バトルガール ハイスクール（南ひなた）
- 華アワセ 唐紅/うつつ編（茉莉花）
- プリンセスラッシュR（ファティマ）
- ブレイブリーアーカイブ ディーズレポート（ガレット）
- ゆるかみ!（阿寒まりも、湿原くしろ）
- 妖怪百姫たん!（赤舌）
- よるのないくに（リュリーティス）
- Re:BIRTHDAY SONG〜恋を唄う死神〜（ユユ）
- Wonderland Wars（ミクサ、リン、グランマ、金精コボルト、チェネレントラ、クィーンオブハート、豊穣、皿屋敷 お菊、13を司る者テネブル、紙の踊り子 パピール、銀靴の精霊 ネッサ）
- エースコンバット3D クロスランブル+（永瀬ケイ）

2016年
- アイカツスターズ! Myスペシャルアピール（アバター・クール）
- アカシックリコード（アーミリカ、ネムリネズミ）
- イヌワシ うらぶれ探偵とお嬢様刑事の池袋事件ファイル（鷲宮ヒナ）
- 御城プロジェクト:RE(北ノ庄城、福井城、津留賀城、金ヶ崎城)
- 神獄塔 メアリスケルター（かぐや姫）
- クイズRPG 魔法使いと黒猫のウィズ（アマイヤ）
- グリザイアの旋律（マリオン、イザベラ）
- クロリス･ガーデン（百々瀬ゆい）
- ゴッドオブハイスクール【神スク】（サタン）
- 白猫プロジェクト（シルル）
- サッカースピリッツ（リエ）
- 消滅都市2（卑弥呼）
- ストリートファイターV（レインボー・ミカ）
- セフィロト〜時の世界樹〜（オリオン）
- セブンナイツ（ジャック・オー）
- ソラヒメ ACE VIRGIN -銀翼の戦闘姫-（Bf 109、トーネード ADV、ミラージュF1）
- 12オーディンズ（ヒルダ）
- 誰ガ為のアルケミスト（クオン、ジャアクフロスト）
- ドラゴンジェネシス -聖戦の絆-（鳳凰）
- Dragon Hunter COOP-ドラゴンハンターコープ-
- ドリフトガールズ（三室絵理）
- 果つることなき未来ヨリ（フランチェスカ・スクワール）
- VALKYRIE ANATOMIA -THE ORIGIN-（ネリャ）
- ひめがみ絵巻（シラト）
- ファントム オブ キル（タスラム）
- フィリスのアトリエ 〜不思議な旅の錬金術士〜（ルイス・ベスター）
- 魔法陣少女 ノブナガサーガ（シーボルト）
- メダロット ガールズミッション（滋野清美）
- モン娘☆は〜れむ（レッドキング、フィリア、社 咲夜）
- 勇者死す。（サラ）
- Re:BIRTHDAY SONG〜恋を唄う死神〜another record（ユユ）
- World of Warships（ハグロ、ヴィルヘルミーナ・ブラウンシュヴァイク・インゲノール・フリーデブルク）
- ワールドクロスサーガ -時と少女と鏡の扉-（高杉晋作、白兎、アメノウズメ、ジョカ、女雛、アスクレピオス）

2017年
- 感染×少女（SOLA）
- 戦場のツインテール（イヴ、サマンダ）
- 閃乱カグラ PEACH BEACH SPLASH（美野里）
- GUILTY GEAR Xrd REV 2（ジャック・オー）
- KLAP!! 〜Kind Love And Punish〜 Fun Party（石見楓）
- トリックスター 召喚士になりたい（ホルミー）
- グリムノーツ（アーミリカ）
- 鬼斬（ガウェイン）
- 超銀河船団∞ -INFINITY-（ネミキコトハ）
- 茜さすセカイでキミと詠う（ニニギ）
- 追放選挙（アリス）
- 戦艦少女R（アンドレア・ドーリア、Z1、レンジャー）
- Pretty Plant（モネネ）
- エアリアルレジェンズ（ハミミ〈ハミィ〉）
- 乖離性ミリオンアーサーVR（クラッキー）
- ブレイブウィッチーズVR-Operation Baba_yaga-雪中迎撃戦（エディータ・ロスマン）
- シャドウストーン（アレクサンドラ、リンカ、ナタリー）
- あやかし百鬼夜行〜極〜（尾咲、木花咲耶姫、塵塚怪王）
- チェインクロニクル3（ジャック・オー）
- 麻雀 闘牌コロシアム（コチョウ）
- LORD of VERMILION IV（宮本武蔵）
- グリザイアの果実 -SIDE EPISODE-（マリオン、イザベラ）
- スナックワールド トレジャラーズ（プレイヤーボイス 5番、スナックのキャラクター）
- スーパーロボット大戦X-Ω（アンズ）
- アズールレーン（グローウォーム）
- CLOSERS（ミコト＝アマミヤ）
- シノビマスター 閃乱カグラ NEW LINK（美野里）
- ヴァルキリーコネクト（雷使いテスラ、戌神チハヤ、少女歌手フォルテ、波乙女ブローズ）
- maimai MiLK（ソルト）

2018年
- 怪獣娘〜ウルトラ特訓大作戦〜（レッドキング）
- ストリートファイターV アーケードエディション（レインボー・ミカ）
- あなたの四騎姫教導譚（ヴェロニカ）
- 刀使ノ巫女 刻みし一閃の燈火（七之里呼吹）
- キングスレイド（ミルル、ニッキー）
- 閃乱カグラ Burst Re:Newal（美野里） - DLC追加キャラクター
- きららファンタジア（南しずく、フェンネル）
- ドールズオーダー（イゾルデ）
- スナックワールド トレジャラーズ ゴールド（プレイヤーボイス 5番、スナックのキャラクター）
- セブンズストーリー（ワイルドストロゥ、オルデンヌ、マルタ）
- レイヤードストーリーズ ゼロ（スノウドロップ）
- グランドサマナーズ（アルヴィナ）
- 神獄塔 メアリスケルター2（かぐや姫）
- ファイアーエムブレム ヒーローズ（マリアベル）
- 東京プリズン（片倉樹）
- SHOW BY ROCK!!（2018年 - 2019年、ホルミー）
- WarLocksZ（ヴェロニカ）
- 温泉むすめ ゆのはなこれくしょん（洞爺湖のんの）
- 甲鉄城のカバネリ -乱- 始まる軌跡（八鳥）
- ドールズフロントライン（KS-23）
- テリアサーガ（アガテ）
- アルケミアストーリー（ノア）

2019年
- MASS FOR THE DEAD（ユリ・アルファ）
- ハイスクール・フリート 艦隊バトルでピンチ!（ヴィルヘルミーナ・ブラウンシュヴァイク・インゲノール・フリーデブルク）
- 戦斧走破DASH（ナマケモノのひろみ）
- 逆転オセロニア（ドヤゴン）
- キグルミキノコ Q-bit（地下乃古町）
- リンクスリングス（ラビット）
- フードファンタジー（ワッフル）
- アビス・ホライズン（陸奥、龍驤）
- 姫麻雀（小楓、柳泓）
- CUE!（由良桐香）
- お姉チャンバラORIGIN（咲）
- CODE VEIN（ニコラ・カルンシュタイン）
- リボルバーズエイト（カエルの王女）
- Lost Archive -ロストアーカイブ-（爛漫のエリザベート）
- ボーダーレイン（シオン）
- とある魔術の禁書目録 幻想収束（マリアン＝スリンゲナイヤー）
- 超偉人大戦-異世界で始める偉人大戦争-（前田利家）

2020年
- ワールドフリッパー（サイファ）
- モンスターストライク（2020年 - 2022年、サクア、ケモミミガールズ、大瀬エル）
- SHOW BY ROCK!! Fes A Live（ホルミー）
- テイルズ オブ ザ レイズ（サイモン、双葉杏）
- エースヴァージン：再出撃（トーネード ADV）
- 一騎当千 エクストラバースト（蘆屋道満）
- 神獄塔 メアリスケルターFinale（かぐや姫）
- ワールドウィッチーズ UNITED FRONT（エディータ・ロスマン）
- 真・女神転生III NOCTURNE HD REMASTER
- クリスタル オブ リユニオン（イゾルデ）

2021年
- アイドルマスター ポップリンクス（双葉杏）
- ビーナスイレブンびびっど！（美野里）
- レッド:プライドオブエデン（シャイ）
- メイドさんを右にミ☆ SUPER ZANGYURA（メイドさん、ほか女性キャラクター全員)
- パズルガールズ（ピークォド）
- ナナリズムダッシュ（琴音）
- GUILTY GEAR -STRIVE-（ジャック・オー） - DLC追加キャラクター
- Muse Dash（博麗霊夢）
- アイドルマスター スターリットシーズン（双葉杏）
- planetarian 〜雪圏球〜（古賀茜）
- グランサガ（2021年 - 2022年、ユリア、ヘリオス）

2022年
- 東方ダンマクカグラ（水橋パルスィ）
- ユグドラ・レゾナンス（ステファニー）
- ウィクロスマルチバース（ウムル）
- ブルーアーカイブ -Blue Archive-（2022年 - 2023年、春原ココナ）
- メメントモリ（ソーニャ）
- ユアマジェスティ（ムーダン）
- 勝利の女神:NIKKE（ボリューム）

2023年
- 城とドラゴン（チビピク）
- タワーオブスカイ（オルッカ）
- 東方幻想エクリプス（伊吹萃香）

2024年
- 百英雄伝 (ミラン）
- アウタープレーン（イプシロン）
- ゼンレスゾーンゼロ（カリン・ウィクス）
- メタファー：リファンタジオ（アグリカ）
- 魔女のふろーらいふ（南原野乃子）

2025年
- Honor of Kings（大喬）

### ドラマCD
2008年
- 愛の言葉も知らないで（元カノ）
- 狂乱家族日記 「凶華様 大地に立つ!!」（罪木静）
- ドラマ 宮沢賢治名作選集3 銀河鉄道の夜（子供）
- メンズ校4（乾奈緒）

2009年
- 愛と欲望は学園で5（客）
- 黒薔薇アリス（ドーラ）
- 血液型男子。B型（蒼馬英一郎〈幼少期〉）
- SHINING WIND SPEIAL DRAMA CDルミナス学儀園生徒会事件簿〜ファイルX〜（女子生徒）
- Dear Girl〜Stories〜 響 響特訓大作戦！※ニンテンドーDSソフト特典
- デモンブライド DESTINY（久遠〈幼少期〉）
- 「乃木坂春香の秘密 ぴゅあれっつぁ♪ あらかると2」（凪川小鮎）
- 腐女子彼女
- 便利屋さん2（男子）

2010年
- 会長はメイド様! ご主人様 アニメ化ですよ! ドラマCD（兵藤葵）※『LaLa』2010年5月号付録
- 「カーニヴァル」輪（サーカス）（羊）
- キューカンバー×サンドイッチ（相川水華）
- ごめんなさいと言ってみろ（千里子）
- DearGirl〜Stories〜 響 暗黒響編（あやせ）
- ドラマCD TRIP TREK〜大切なお友達〜(亮子)
- 腐男子彼氏。
- まじかる☆チェンジ（全女性キャラ）※『カグヤ』2010年8月号付録

2011年
- あなたのためならどこまでも（三の姫）
- AMNESIA ドラマCD 〜冥土の国のアムネシア〜（オリオン）
- 「カーニヴァル」ヴィント（イソサ、羊&兎）
- キャッスルマンゴー（万〈子供時代〉）
- 「ドラゴンネスト」 ドラマCD Vol.1 「プレリュード〜運命の目覚め〜」（リリー）
- パパのいうことを聞きなさい!シリーズ （2011年 - 2014年、小鳥遊ひな） - 『スーパーダッシュ&ゴー！』2012年2月号特典CD、BD&DVD第4巻特典、小説第12巻・16 - 17巻ドラマCD付き限定版
- ファインダーの隻翼（陶）
- みづいろとぴんく、それからだいだい。（しゅう）
- 無慈悲なオトコ（ゼミ生）

2012年
- AMNESIA ドラマCD 〜嵐の山荘にて〜（オリオン）
- 「カーニヴァル」クロノメイ（羊）
- 彼じゃないけど（東雲莉子）
- 残念くのいち伝（ドール）※小説3巻限定版
- スマイル☆シューター ドラマCD 〜温泉旅館でおしごと〜（白瀬ティナ）
- 夏色キセキ オリジナルCDドラマ〜ドリームアワー・イン・紗希’s room〜
- ぱる高演劇部

2013年
- アイドルマスター シンデレラガールズ キュートなドラマCD/クールなドラマCD/パッションなドラマCD（双葉杏）※『アイドルマスター シンデレラガールズ コミックアンソロジー』第2巻付属
- AMNESIA ドラマCD 〜ひとつ隣のアムネシア〜（オリオン）
- AMNESIA CROWD ドラマCD 〜執事とお嬢様〜（オリオン）
- カーニヴァル キャラクターソング Vol.5 花礫（羊）
- 「カーニヴァル」それぞれの時
- スターマイン（星野叶得）※コミックス第4巻ドラマCD付き特装版
- 世界樹の迷宮IV 囚われの巫女と三姉弟（ウーファン）
- ちゃんおぷ的な！ドラマ 2013冬（四葉）
- 『文豪シリーズ』「不良文豪とホスト」
- 無邪気の楽園（春風このみ） - 「ヤングアニマル嵐」2013年8号付録CD、コミックス第4巻限定版付属CD
- 四葉のコラマ劇場！2013夏（四葉）

2014年
- AMNESIA World ドラマCD 〜WELCOME TO CAT WORLD〜（オリオン）
- AMNESIA World ミニドラマ「WAKA SAN WORLD」（オリオン）※AMNESIA World キャラクターCD 全巻連動購入オフィシャル応募特典
- オーバーロード（ユリ・アルファ）※単行本第6巻ドラマCD付き特装版
- スターマイン（星野叶得）※コミックス第5巻ドラマCD付き特装版
- ちゃんおぷ的ドラマ 〜四葉の趣味探し feat. 芽衣子＆七瀬 爆裂女子会議!!〜（四葉）
- ちゃんおぷ的ドラマ 〜四葉のリフレッシュ休暇 feat.凛＆さくら 女子旅妄想会議！〜（四葉）
- 日向美ビタースイーツ♪〜SWEET SMILE COLLECTION〜 Vol.1,2,4 （芽兎めう）
- マウリと竜（吽）
- 流星☆ハレーション〜Smile Vacation vol.1-2（西ノ原星治）
- ログ・ホライズン（コッペリア）※単行本第8巻ドラマCD付き特装版
- ろんぐらいだぁす!（2014年 - 2019年、新垣葵） - コミックス第3巻・5巻・7巻・9巻・10巻特装版限定版
- 幼女戦記（ターニャ・デグレチャフ）※小説3巻特典

2015年
- アニメ アイドルマスター シンデレラガールズ（双葉杏）
  - BD / DVD 第2・4巻限定版特典
  - 『NO MAKE』※THE IDOLM@STER CINDERELLA GIRLS SUMMER FESTIV@L 2015 会場限定CD

- 紫電改のマキ（矢島風子）※『チャンピオンRED』6月号特別付録
- 東京新世録 オペレーションバベル 謎解きラリー特典ドラマCD（アイリス）
- 猫芋的なドラマ C89（ウル）
- 日向美ビタースイーツ♪〜SWEET SMILE COLLECTION〜 Vol.5 （芽兎めう）

2016年
- アイドルマスター シンデレラガールズ 『NO MAKE 2nd SEASON』（双葉杏）※THE IDOLM@STER CINDERELLA GIRLS 4thLIVE TriCastle Story -346 Castle- 会場限定CD
- 五十嵐一族のドラマCD
- 嘘つきボーイフレンド（三浦陽菜）
- 永遠のアセリア  Premium Special Edition 同梱特典ドラマCD 「リアの物語〜Lia The UlTramarine〜」（群青のリア・ブルースピリット）
- おふれこタイムス ドラマCD（井上月下）
- 奇異太郎少年の妖怪絵日記（奇異太郎）※コミックス第9巻ドラマCD付限定版
- 日向美ビタースイーツ♪〜SWEET SMILE COLLECTION〜 カップリングB （芽兎めう）
- ヒミツじゃないけど〜幸村修二についての観察〜（東雲莉子）
- MAUSU THEATER Vol.001 - Vol.005（蕗）

2017年
- 五十嵐一族のドラマCD Vol.2
- 碓氷と彼女とロクサンの。-最後の夜=始まりの灯-（浅間夏綺）
- SHOW BY ROCK!!#（ホルミー）※Blu-ray第3巻特装限定版
- 新約・永遠のアセリア  設定資料集＋ドラマCD「リアの物語〜Lia The UlTramarine〜」（群青のリア・ブルースピリット）
- ちゃんおぷ的なドラマ C92 〜四葉の「泣けるぅ」探し〜（四葉）
- 捏造トラップ-NTR-（水科蛍）※コミックス第5巻特装版
- ブレイブウィッチーズ（エディータ・ロスマン）
  - ウィッチーズ・ボイスレポートCD※BD&DVD 第4巻特典
  - 秘め歌コレクション 特典秘め歌ドラマCD Vol.2&3※Vol.3&Vol.4、Vol.5&Vol.6 Amazon同時購入特典
  - Prequel2 オラーシャの幻影※オリジナルドラマCD付き同梱版

- MAUSU THEATER Vol.006 - Vol.012（蕗）
- MAUSU STORIES 03 地獄、もういっぱいですよ!? （蕗）
- Wonderland Wars Side Story（ミクサ、リン、チェネレントラ、グランマ）

2018年
- 会長はメイド様！マリアージュ（兵藤葵）※コミックスドラマCD付き特装版
- MAUSU THEATER Vol.019、Vol.022 - Vol.024
- 温泉むすめ ドラマCD Vol.3 『北海道 Collection 北海道湯けむり横断記』（洞爺湖のんの）
- 怪獣娘 ノベル＆ドラマCDブック「愛を叫べ！怪獣娘!?」（レッドキング）
- 五十嵐一族のドラマCD Vol.3

2019年
- 秘密の花束（日渓絢）
- Milky BrilliantS（BLACKめろん）
- ちゃんおぷ学園 OSS研究会の1日

2021年
- 異世界のんびり農家（ヨウコ）※小説第10巻ドラマCD付き特装版

### ラジオ
※はインターネット配信。
- つきねこラジオverソワレ（2009年 - 2010年、DNEメディアステーション※）[543]
- マウスなのに虎の穴ラジオ『鍋井と五十嵐のMステーション』（2009年、DNEメディアステーション※）[544]
- つきねこラジオverインプロ（2010年 - 2011年、YouTube※）[545]
- スマイル☆シューター The RADIO（2012年 - 2014年、超!A&G+※）週替わりパーソナリティ[546]
- 恋してラジ研（2013年、アニメイトTV※）[547]
- ゆきんこ・りえしょんのいちごまみれだよ〜（2014年 - 2019年、ラジオ関西アニたまどっとコム）[548]
- らじおらいだぁす!（2014年、HiBiKi Radio Station※）[549]
- らじおらいだぁす! A&G出張版 〜つだけん・ゆきんこ・ゆっかの動画大作戦!〜（2014年、超!A&G+※）[550]
- アイドルクロニクル 〜ちゃけずにラジオがんばります〜（2015年、音泉※）[551]
- らじおらいだぁす!! 〜津田健次郎・五十嵐裕美・黒澤ゆりかの動画大作戦!〜（2015年、超!A&G+※・HiBiKi Radio Station※）[552]
- なないろラジオガールズREPEAT（2015年、YouTube※・音泉※・HiBiKi Radio Station※・アニメイトTV※）[553]
- 五十嵐裕美のココカラトーク（2016年 - 2017年、ココロと身体ミュージック♪※）[554]
- 迷家‐マヨイガ‐「納鳴村 村役場広報課」（2016年、音泉※）回替わりパーソナリティ[555]
- THE IDOLM@STER webラジオ〜バンプレストスペシャル〜やるときはやる、いつかは未定！（2016年 - 2017年、ニコニコ動画※）[556]
- 鰯ヶ浜日本女子プロレス放送局！（2017年、YouTube※）[557]
- THE IDOLM@STER webラジオ〜バンプレストスペシャル〜カホーは寝て待てっ！（2018年、ニコニコ動画※）[558][559]
- 五十嵐裕美のマンガとわたしと（2018年、アプリ「マンガPark」内※）[560]
- ワールドウィッチーズチャンネル ペテルブルグ基地前留学 航空士官予備校（2019年 - 、ニコニコ生放送※）[561]

### ラジオCD
- 恋スルスペシャルラジオ×マウスなのに虎の穴ラジオ(2009年)[562]
- ラジオCD「バカとテストと召喚獣 文月学園放送部」 vol.3(2010年)[563]※ゲスト
- ラジオCD「井ノ上奈々の2〜3次元同好会」 vol.2(2012年)[564]※ゲスト
- ラジオCD「パパ聞き！RADIO」Vol.1 - 2(2012年)[565]※ゲスト
- アニたまパーソナリティ ハッピーディスク(2014年)[566]※アニたまSHOP通販特典
- オリジナルラジオCD『晴光学園放送部によるお昼の校内放送番組「晴光デイクラッシュ」』(2014年)[567]※BD&DVD限定版 第4巻特典のラジオCDゲスト
- ゆきんこ・りえしょんのいちごまみれだよ〜 ラジオCD 1 - 10カゴめ（2014年 - 2019年）[568]※初回限定盤はボーナストラック入り
- 「らじおらいだぁす！」コレクションディスク(2014年)[569]
- ＜音泉＞スペシャルCD2015夏&冬（2015年）[570][571]※アイドルクロニクル 〜ちゃけずにラジオがんばります〜での参加
- ラジオCD「蒼きラジオのアルペジオ改」Vol.3(2015年)[572]※ゲスト
- ラジオCD「アイドルクロニクル〜ちゃけずにラジオがんばります〜」Vol.1（2015年）[573]
- ゆきんこ・りえしょんのいちごまみれだよ〜 番外編1 - 3パックめ（2015年 - 2017年）[568]※初回限定盤はボーナストラック入り
- ラジオCD「selector radio WIXOSS」Vol.5(2016年)[574]※ゲスト
- 猫ブース鬼パーセント芋!!ハイパースクロール!!みらくるあ〜るDJCD(2016年)[575][出典無効][576]※ゲスト
- ラジオCD「明乃とましろのハイスクール・フリートラジオ 晴風艦内放送」Vol.1(2016年)[577]※ゲスト
- ラジオCD「迷家-マヨイガ- 「納鳴村 村役場広報課」」(2016年)[555]
- ゆきんこ・りえしょんのいちごまみれだよ〜Mカード特別編 ぱんだ・うさぎ（2017年）[568]
- ろんぐらいだぁす！らじおフレッシュ〜らじおCD〜（2017年）[578]※ゲスト

### テレビ番組
※はインターネット配信。
2009年
- 小中部（4月6日 - 2011年、ショウゲートアニメーションチャンネル内※）

2012年
- リスアニTV（4月6日 - 2017年3月25日、TOKYO MX・他）アニーちゃんの声
- 五十嵐裕美のチャンネルはオープンソースでっ!（7月10日 - 2013年10月1日、ニコニコ生放送※）
- ゲームのがっこう（7月24日・8月7日・10月2日・10月16日・11月27日・2013年1月8日・1月22日・2月19日・6月25日・9月11日・10月15日、ニコニコ生放送※）不定期での出演

2013年
- 「桜Trick」『コト×しず』のおはモニコ生!（12月23日 - 2014年5月7日、ニコニコ生放送※）
- MHF-Ｇゼミナール（11月13日 - 11月18日、Youtube※）

2014年
- 猫ブース鬼パーセント芋!!（3月28日・4月22日・5月21日・2015年3月26日、ニコニコ生放送※）三毛猫のウルの声、不定期での出演
- 戦国大戦 正祭!!、戦国大戦を遊びまくる！（7月22日 - 2015年1月20日、ニコニコ生放送※）
- 俺の屍を越えてゆけ 〜○○一族の物語〜（6月4日 - 7月16日、ニコニコ生放送、YouTube※）
- 俺の屍を越えてゆけ2〜五十嵐一族の物語2〜（7月31日 - 10月30日、ニコニコ生放送、YouTube※）
- 『アイドルクロニクル』マネージャー会議!（11月24日 - 2015年9月11日、ニコニコ生放送※）

2015年
- 『EVOLVE』特別紹介番組 ボイスソルジャー ホワイトベアー小隊（4月8日 - 4月15日、Youtube※）
- ニンジャスレイヤー フロムネットテレビジヨン（4月23日 - 10月8日、ニコニコ生放送※）
- 『よるのないくに』ニコニコ生放送!（6月1日 - 8月26日、ニコニコ生放送※）
- ヴァリアントナイツ 動画番組「バリドウ」（7月30日 - 8月6日、ニコニコ動画※・Youtube※）

2016年
- にじがくっ！（1月24日 - 2017年1月24日、ニコニコ生放送※）
- ひめがみ絵巻のヒメゴト（5月24日 - 11月21日、ニコニコ生放送※）
- まついがプロデュース（6月30日 -、ニコニコ動画 Phononチャンネル※）
- モテ福（5月6日 - 2018年3月30日、テレビ埼玉・他）三代目女将・オユキの声、りんごちゃんの声、饅頭の妖精 あつこの声など
- アニメマシテ（8月29日 - 9月5日、テレビ東京）MC

2017年
- 五十嵐裕美・桜咲千依のあけっぴろげパーティ！（10月3日 - 2018年9月4日、ニコニコ生放送※）
- 五十嵐裕美のフリートーク♡（5月29日 - 9月4日、OPENREC.tv※）
- トランプンのプン・プ・プン（5月29日 - 9月4日、OPENREC.tv※）
- LisAni!NAVI（4月1日 -、TOKYO MX・MUSIC ON! TV）アニーちゃんの声
- ルームメイト〜五十嵐裕美〜（12月23日 -、ニコニコ生放送※、ニコニコ動画配信※）

2018年
- 声優と夜あそび（2018年4月2日 - 2019年3月20日、AbemaTV・アニメLIVEチャンネル※）水曜MC

2021年
- 北海道スタジアム（7月10日 - 2022年3月26日、NHK札幌放送局）北空すずらの声

### 映画
- 君と、徒然（2019年3月8日）「Episode3 31歳と30歳」ロリータ服の女性2人組役[602]

### 映像商品
2010年
- つきねこファンディスクVol.1
- ルー=ガルー #Overture [Cinema Navigation Disc]※キャストインタビュー

2012年
- コエキタ!! Vol.1 テクテクブラリン道 小林ゆう・佐藤利奈・五十嵐裕美

2013年
- 声優的!つかの間のリア充ライフ!!略してツカ充! 徳島編
- 声優的!つかの間のリア充ライフ!!略してツカ充! 沖縄編
- 宝探し〜ミネルヴァの箱〜in 河口湖オルゴールの森美術館
- 戦国大戦界 大祭 第五陣 付録DVD
- HiBiKi Radio Station × THE IDOLM@STER 春のP祭り
- ラジオ アイドルマスター シンデレラガールズ『デレラジ』DVD Vol.2※同梱のラジオCDゲスト

2014年
- THE IDOLM@STER M@STERS OF IDOL WORLD!!2014 Day2
- THE IDOLM@STER CINDERELLA GIRLS 1stLIVE WONDERFUL M@GIC!!
- Animelo Summer Live 2013 -FLAG NINE- 8.23
- 桜Trick BD&DVD 第1巻〜第6巻&きゃにめ.jp全巻購入特典DVD※特典映像
- つれゲー Vol.14 原田ひとみ&五十嵐裕美×零〜zero〜
- 「らじおらいだぁす！」コレクションディスク(2014年)※映像特典
- ろんぐらいだぁす! 4 DVD付き特装版

2015年
- THE IDOLM@STER CINDERELLA GIRLS 2ndLIVE PARTY M@GIC!!
- 「ツインテールの日前夜祭〜集え！属性力！俺のツインテールは無限だ！〜」Blu-ray DISC※BD&DVD 第4巻-第6巻購入応募特典
- ラジオ アイドルマスター シンデレラガールズ『デレラジ』DVD Vol.7※同梱のラジオCDゲスト

2016年
- THE IDOLM@STER M@STER OF IDOL WORLD!!2015 Live Blu-ray Day2
- THE IDOLM@STER CINDERELLA GIRLS 3rdLIVE シンデレラの舞踏会 -Power of Smile- Blu-ray
- Animelo Summer Live 2015 -THE GATE- 8.29
- CINDERELLA PARTY!  でれぱれ〜どがやってきた! 〜イケてる彼女と楽しい公録〜
- 声優シェアハウス 渕上舞の今日は雨だから・・・Vol.1※ゲスト
- 猫ブース鬼パーセント入浴!! 女を賭けた宴会芸対決の全てをモイッス!!
- 「ブレイブウィッチーズ」エンディング・テーマ コレクション DVD付き限定盤※キャスト対談
- ろんぐらいだぁす! BD&DVD 第1巻※映像特典

2017年
- THE IDOLM@STER CINDERELLA GIRLS 4thLIVE TriCastle Story
- 声優シェアハウス 津田美波の津田家-TSUDAYA- Vol.3※ゲスト
- テイルズ オブ ゼスティリア ザ クロス Blu-ray BOX Ⅱ 特典Disc※2017年4月30日開催のイベント映像
- まついがプロデュースVol.1 - 6（2017年 - 2019年）
- MIMORI SUZUKO LIVE TOUR 2016 “GRAND REVUE” FINAL at NIPPON BUDOKAN※BD初回限定版 特典イベント映像
- モテ福 6

2018年
- アイドルマスター シンデレラガールズ小劇場 第1巻
- 十二大戦 ディレクターズカット版 Vol.5※録り下ろしインタビュー
- モテ福 7
- あけっぴろげに北海道気分を味わおう！

2019年
- 君と、徒然 Blu-ray&DVD

2023年
- THE IDOLM@STER M@STERS OF IDOL WORLD!!!!! 2023 Blu-ray PERFECT BOX!!!!!

### 吹き替え
- iCarly（2010年）[643]
- ジェネレーター・レックス（2011年）
- ミニー・ゲッツの秘密（2016年、ミニー・ゲッツ[644]）

### ナレーション
テレビ番組
- マチ★アソビ アニメイベントの最新型がココにある（2010年12月14日 - 12月21日、キッズステーション）
- メイドインホッカイドウ 〜どさんこが日本を支えてる?（2017年7月30日・2018年3月3日、HBC北海道放送）
- こんなトコロに絶品グルメ!?お取り寄せレストラン（2018年5月27日、HBC北海道放送・TBSほかTBS系列）
- バナナマンのドライブスリー（2019年7月2日、テレビ朝日ほかテレビ朝日系列）
- FC町田ゼルビアをつくろう〜ゼルつく〜 #66#67（2021年6月25日、AbemaTV）

CM
- 駿河屋 高槻店 ラジオCM（2015年）

その他
- 4D-KING『アイスの小さな大冒険!』（2016年、ナレーション、アイス）

### オーディオドラマ
- 天啓的異世界転生譚(2014年、キルリス[652]）
- オーディオシネマ サンカクな部屋（2015年、芦名由梨[653]）
- おしおきエクスキュート（2017年、蒼井莉空[654]、蒼井莉空〈幼少期〉[654]、松野井都[654]）※コミックス第2巻購入特典
- グリム＆グリッティ（2017年、事代柊[655]）※コミックス第1巻購入特典
- 〜すべての答えはPINKとなる〜（2017年、ほしの[656]）
- 誰にでもできる影から助ける魔王討伐（2017年、アメリア・ノーマン[657]）
- 特殊性癖教室へようこそ（2018年、胡桃沢朝日[658]）※小説第1巻購入特典
- 問題児シリーズオーディオドラマ 「トラブル・ファイル」（2018年、イシ[659]）※小説『ラストエンブリオ』第5巻、『ミリオン・クラウン』第2巻購入特典
- にぃにとおるすばん！（2019年、くるみ、お母さん[660]）
- 神童勇者とメイドおねえさん（2020年、イブリス[661]）
- かわいいだけじゃ（2020年、エリカ[662]）※百合画集「PIXIV GIRL X GIRL COLLECTION 2020 MARGUERITE」特典
- 白間美瑠のサクラバシ919「ユアマジェスティ ボイスドラマ」（2022年、ムーダン、ラジオ大阪）
- 双子天使と癒しの休日～ごしゅじんさま、いつもありがとう～（2023年）

### ASMR
- 桜木学園癒やし部～3年A組・柿原真倉 ～ポヤポヤした先輩と、ぐっすり安眠ねんね～（2021年、柿原真倉）
- 見た目地雷系幼馴染ASMR～雛見沢ヒナミのお家デート大作戦～（2023年、雛見沢ヒナミ）
- とろとろ癒し宿～幼馴染の若女将にぬくぬく癒される～【雪音・耳かき・耳ほぐし】（2024年、咲良雪音）
- 【耳かき&添い寝】ママといっしょにおねんねしましょ 〜大和撫子ママ編〜（2025年、興宮伊織）

### オーディオブック
- ハッピーバースデー（2009年、吉浦茂[663]）
- つきねこ 朗読CD イン・ザ・プール/空中ブランコ/町長選挙（2010年 - 2011年、のぞみ[664]）
- 砕け散るところを見せてあげる（2020年[665]）

### デジタルコミック
- 清く正しく美しく（2008年、大島紀子[63]）
- 死神監察官雷堂 第2話（2008年）[63]
- 熱いぞ!猫ヶ谷!!（2010年、恩田クララ[666]）
- 主に泣いてます（2012年、緑川つね[667]）
- 動く！ モンでき。（2013年、津々巳あや[668]）※モンスターハンター4 ルーキーズ・ガイド付属DVD
- カノジョは嘘を愛しすぎてる（2013年、小枝理子[669]）
- パーフェクトワールド（2018年、舞花[670]）
- 没落予定なので、鍛冶職人を目指す（2020年、ラーサー[671]）
- ぜっしゃか！-私立四ツ輪女子学院絶滅危惧車学科-（2020年、有村いち子[672]）
- こういうのがいい（2021年、江口友香[673]）
- ブラッド・ドゥーム（2021年、柴陽花[674]）
- DC3（2021年、妃沙帆[675]）
- めしかたらん!?（2022年、先生[676]）
- おのぼりキジムナー（2022年、キジムナー[677]）
- 千年狐 〜干宝「捜神記」より〜（2022年、廣天[678]）
- 晴れ晴れ日和（2022年、くるみ、くるみ母[679][680]）
- 夜鷹、廻る（夕島千波[681]）
- へのへのもへじと棒人間とパンツ（2023年、分目咲[682]）

### その他コンテンツ
1990年
- 東芝日曜劇場・小樽恋ひ恋ひ（5月27日）

2010年
- すき★こえ（2010年、着ボイス）

2012年
- CrystalDiskInfo（水晶雫）
- Zabbix 擬人化監視コンソール 「ざびたん」シリーズ（里見鈴）
- ひなビタ♪（芽兎めう）
- 厄除け！インフラエンジニアかるた＆読み札CDサンプル

2013年
- 歌声合成ソフトウェアUTAU（いひろ）※『Windows100% 2013年5月号』（晋遊舎）付録
- 声優オリジナル ノートパソコン「Type：YOU」 五十嵐裕美Ver.（システム音声・外観デザイン）

2014年
- パチスロ モンスターハンター 月下雷鳴（エンタライナ）
- iPhone向けアプリ「みみふく」（安藤美鈴）

2015年
- イヌワシ うらぶれ探偵とお嬢様刑事の池袋事件ファイル CM（鷲宮ヒナ）
- au WALLET WEB CM「にゃにゃにゃにゃ食堂」第一話〜第三話（市川きな子）
- WIXOSS（ウムル）
- TVCM Galaxy S6/S6 edge
- Galaxy S6/S6 edge広告ポスター
- LINEスタンプ『アイドルマスター シンデレラガールズ２』（双葉杏）

2016年
- TV&WEBCM グリモア 〜私立グリモワール魔法学園〜
- 第6回 鷲崎ジャングル トークCD
- アプリ「ニワサキ」（レッドキング）
- 4D-KING「アイスの小さな大冒険!」（ナレーション、アイス）
- TVアニメ「ブレイブウィッチーズ」 第7話 プラカード文字 、第9話 劇中文字

2017年
- 絵本「雲の森のマーカス」 PV（プリム）
- スニッカーズ×アイドルマスター シンデレラガールズ コラボキャンペーン「#スニリプ」（双葉杏）
- スマートフォンアプリ「Yahoo!カーナビ」 きせかえボイス・アイドルマスター シンデレラガールズ（双葉杏）
- 〜すべての答えはPINKとなる〜（ほしの）
- 「誰にでもできる影から助ける魔王討伐」小説2巻発売記念 応援ボイス（アメリア・ノーマン）

2018年
- 「IT'S MY LIFE」 アニメ化を目指すクラウドファンディング PV（ノア・オ・アンティキティラ）
- 朗読ラジオ リブゲートプレゼンツ『よみほぐ』 第36回「浦島太郎」、第37回「金の斧銀の斧」（YouTube、ニコニコ動画ほか）
- アプリ「MAPLUS+」（レッドキング）
- パチスロ『SLOTハイスクール・フリート』（ヴィルヘルミーナ）

2019年
- 千年狐 〜干宝「捜神記」より〜 PV（ナレーション）
- パチンコ『P SHOW BY ROCK!!』（ホルミー）

2020年
- 朗読 赤ずきん
- KILLING ME / KILLING YOU PV（ミーティア）

## ディスコグラフィ

### キャラクターソング
| 発売日   | 商品名 | 歌 | 楽曲 | 備考                                                                             |
| 2009年   | 2009年 | 2009年 | 2009年 | 2009年                                                                           |
| -------- | --- | --- | --- | -------------------------------------------------------------------------------- |
| 12月1日  | つきねこ | のぞみ（五十嵐裕美） | 「ハートの予感」 | 『つきねこ』関連曲                                                               |
| 12月1日  | つきねこ | まどか（今井麻美）、ゆうき（喜多村英梨）、さつき（阿久津加菜）、のぞみ（五十嵐裕美） | 「Refrain -call your dream-」 | 『つきねこ』関連曲                                                               |
| 2010年   | | | |                                                                                  |
| 3月17日  | つきねこ2 | さつき（阿久津加菜）、のぞみ（五十嵐裕美）、バーバラ（桑門そら）、しのぶ（森谷里美） | 「Sunny Rain」 | 『つきねこ』関連曲                                                               |
| 6月23日  | 会長はメイド様! キャラクターコンセプトCD2 -Maid Side-                                                                          | 兵藤葵（五十嵐裕美） | 「Butterfly」 | テレビアニメ『会長はメイド様!』関連曲                                            |
| 2011年   | | | |                                                                                  |
| 10月14日 | つきねこ3 | さつき（阿久津加菜）、のぞみ（五十嵐裕美）、ガイネ（越田直樹）、バーバラ（桑門そら）、サトシ（市来光弘）、しのぶ（森谷里美）、ジュリア（山本綾） | 「Smile」 | 『つきねこ』関連曲                                                               |
| 11月5日  | みんなでハッピー | みのり（阿久津加菜）、掛川たまき（五十嵐裕美）、晃（高井舞香） | 「みんなでハッピー」 | OVA『みのりスクランブル!』オープニングテーマ                                     |
| 11月5日  | 君の僕へのかくしごと | みのり（阿久津加菜）、掛川たまき（五十嵐裕美）、晃（高井舞香） | 「君の僕へのかくしごと」 | OVA『みのりスクランブル!』エンディングテーマ                                     |
| 12月7日  | しゃらららるんら | 小鳥遊ひな（五十嵐裕美） | 「しゃらららるんら」 | テレビアニメ『パパのいうことを聞きなさい!』関連曲                                |
| 2012年   | | | |                                                                                  |
| 4月18日  | THE IDOLM@STER CINDERELLA MASTER 002 双葉杏                                                                                    | 双葉杏（五十嵐裕美） | 「あんずのうた」 | ゲーム『アイドルマスター シンデレラガールズ』関連曲                              |
| 5月9日   | パパのいうことを聞きなさい！ Blu-ray 3 特典CD                                                                                  | 小鳥遊空（上坂すみれ）、小鳥遊美羽（喜多村英梨）、小鳥遊ひな（五十嵐裕美） | 「Smile Continue」 | ゲーム『ゲームでも、パパのいうことを聞きなさい!』オープニングテーマ              |
| 5月9日   | パパのいうことを聞きなさい！ Blu-ray 3 特典CD                                                                                  | 小鳥遊ひな（五十嵐裕美） | 「しゃらららるんら Cute Techno RE-MIX」 | テレビアニメ『パパのいうことを聞きなさい!』関連曲                                |
| 9月5日   | アムネシア キャラクターCD ウキョウ&オリオン                                                                                    | オリオン（五十嵐裕美） | 「キミとボクのSTORIA」 | ゲーム『AMNESIA』関連曲                                                          |
| 2013年   | | | |                                                                                  |
| 1月26日  | ヨロシク☆サンキュ | スマイル☆シューター | 「ヨロシク☆サンキュ」 | ゲーム『スマイル☆シューター』関連曲                                              |
| 1月26日  | ヨロシク☆サンキュ | 白瀬ティナ（五十嵐裕美） | 「Kiitos」 | ゲーム『スマイル☆シューター』関連曲                                              |
| 3月27日  | 恋してアニ研 主題歌コレクション                                                                                                | 橘可奈（伊瀬茉莉也）、高木夏夜（日高里菜）、真行寺遥（五十嵐裕美）、桐生晶（日笠陽子） | 「ぜったいヒロインっ！」 | ゲーム『恋してアニ研』関連曲                                                     |
| 3月27日  | 恋してアニ研 主題歌コレクション                                                                                                | 真行寺遥（五十嵐裕美） | 「ぜったいヒロインっ！」 | ゲーム『恋してアニ研』関連曲                                                     |
| 4月10日  | THE IDOLM@STER CINDERELLA MASTER お願い!シンデレラ                                                                             | CINDERELLA GIRLS for あんきら | 「お願い！シンデレラ（ハピ☆ハピver）」 | ゲーム『アイドルマスター シンデレラガールズ』テーマソング                        |
| 9月18日  | ひなビタ♪ ORIGINAL SOUNDTRACK                                                                                                  | 日向美ビタースイーツ♪［芽兎めう（五十嵐裕美）］ | 「めうめうぺったんたん!!」 「めうめうぺったんたん!!（練習@サウダージver）」                                                                      | 音楽配信企画『ひなビタ♪』関連曲                                                  |
| 9月18日  | ひなビタ♪ ORIGINAL SOUNDTRACK                                                                                                  | 日向美ビタースイーツ♪ | 「凛として咲く花の如く〜ひなビタ♪ edition〜」 | 音楽配信企画『ひなビタ♪』関連曲                                                  |
| 9月25日  | 犬とハサミは使いよう キャラクターソング5「なでなでなでな!」本田 桜・本田弥生                                                   | 本田桜（内田真礼）、本田弥生（五十嵐裕美） | 「なでなでなでな！」 「わんわんわんわんN_1!! 桜&弥生ver」                                                                                        | テレビアニメ『犬とハサミは使いよう』関連曲                                       |
| 10月9日  | THE IDOLM@STER CINDERELLA MASTER cute jewelries! 001                                                                           | 双葉杏（五十嵐裕美）、前川みく（高森奈津美）、島村卯月（大橋彩香）、小日向美穂（津田美波）、安部菜々（三宅麻理恵） | 「アタシポンコツアンドロイド」 「ススメ☆オトメ 〜jewel parade〜」                                                                                | ゲーム『アイドルマスター シンデレラガールズ』                                    |
| 10月9日  | THE IDOLM@STER CINDERELLA MASTER cute jewelries! 001                                                                           | 双葉杏（五十嵐裕美） | 「ルル」 | ゲーム『アイドルマスター シンデレラガールズ』                                    |
| 10月26日 | えぶりでぃ！れっつごー☆/戦え乙女のスマイル・キャッツ                                                                           | KISS:A | 「えぶりでぃ！れっつごー☆」 「戦え乙女のスマイル・キャッツ」                                                                                     | ゲーム『スマイル☆シューター』関連曲                                              |
| 2014年   | | | |                                                                                  |
| 1月18日  | Won(*3*)Chu KissMe!/Kiss(and)Love                                                                                              | SAKURA*TRICK | 「Won（*3*）Chu KissMe!」 | テレビアニメ『桜Trick』オープニングテーマ                                        |
| 1月18日  | Won(*3*)Chu KissMe!/Kiss(and)Love                                                                                              | SAKURA*TRICK | 「Kiss(and)Love【SAKURA♪Ver.】」 | テレビアニメ『桜Trick』関連曲                                                    |
| 2月26日  | SAKURA♪SONG 02 | 南しずく（五十嵐裕美） | 「蝶々結びのI Love You」 | テレビアニメ『桜Trick』関連曲                                                    |
| 3月19日  | Bitter Sweet Girls! | 日向美ビタースイーツ♪［芽兎めう（五十嵐裕美）］ | 「めうめうぺったんたん!!」 | 音楽配信企画『ひなビタ♪』関連曲                                                  |
| 3月19日  | Bitter Sweet Girls! | 日向美ビタースイーツ♪ | 「凛として咲く花の如く〜ひなビタ♪ edition〜」 「メンバー紹介っ!」                                                                                | 音楽配信企画『ひなビタ♪』関連曲                                                  |
| 3月19日  | Bitter Sweet Girls! | 日向美ビタースイーツ♪ | 「ちくわパフェだよ☆CKP」 「ちくわパフェだよ☆CKP（練習@サウダージver）」                                                                          | 音楽配信企画『ひなビタ♪』関連曲                                                  |
| 3月19日  | Bitter Sweet Girls! | 日向美ビタースイーツ♪ | 「ホーンテッド★メイドランチ」 「ホーンテッド★メイドランチ（練習@シャノワールVer）」                                                              | 音楽配信企画『ひなビタ♪』関連曲                                                  |
| 3月24日  | Welcome Smile | スマイル☆シューター | 「Welcome Smile」 | ゲーム『スマイル☆シューター』関連曲                                              |
| 3月26日  | AMNESIA CHARACTER SONG COLLECTION                                                                                              | オリオン（五十嵐裕美） | 「キミとボクのSTORIA」 「Thanks to you」 | ゲーム『AMNESIA』関連曲                                                          |
| 4月5日   | THE IDOLM@STER CINDERELLA GIRLS 1st LIVE WONDERFUL M@GIC!! "お願い!シンデレラ" ソロ・リミックス                                | 双葉杏（五十嵐裕美） | 「お願い! シンデレラ（ハピ☆ハピver.）」 | ゲーム『アイドルマスター シンデレラガールズ』関連曲                              |
| 4月9日   | TVアニメ『桜Trick』SAKURA♪SONG ALBUM SAKURA*SAKU -桜*作-                                                                       | SAKURA*TRICK | 「Won(*3*)Chu KissMe! -Album Remix-」 「Kiss(and)Love -Album Remix-」                                                                            | テレビアニメ『桜Trick』関連曲                                                    |
| 4月9日   | TVアニメ『桜Trick』SAKURA♪SONG ALBUM SAKURA*SAKU -桜*作-                                                                       | SAKURA*TRICK | 「桃色Lip☆Trip」 「Kiss(and)Love【コトネ&しずく】」                                                                                              | テレビアニメ『桜Trick』関連曲                                                    |
| 6月18日  | 【きゃにめ限定版】桜Trick 4 「Won(*3*)Chu KissMe!」ソロヴァージョンCD Vol. 4 南しずくver.                                      | 南しずく（五十嵐裕美） | 「Won(*3*)Chu KissMe!」 | テレビアニメ『桜Trick』関連曲                                                    |
| 6月24日  | AMNESIA World キャラクターCD ウキョウ＆オリオン                                                                                | オリオン（五十嵐裕美） | 「smiling」 | ゲーム『AMNESIA』関連曲                                                          |
| 10月14日 | ニンジャスレイヤー キョート・ヘル・オン・アース 【上】(ドラマCD付特装版)ニンジャスレイヤー オリジナル・サウンド・トラック      | ネコネコカワイイ | 「ほとんど違法行為」 | 『ニンジャスレイヤー』関連曲                                                     |
| 11月30日 | THE IDOLM@STER CINDERELLA GIRLS 2ndLIVE PARTY M@GIC!! ススメ☆オトメ 〜jewel parade〜                                           | 双葉杏（五十嵐裕美） | 「ススメ☆オトメ 〜jewel parade〜 双葉杏ソロ・リミックス」                                                                                        | ゲーム『アイドルマスター シンデレラガールズ』関連曲                              |
| 12月11日 | つきねこファイナル | のぞみ（五十嵐裕美） | 「メリーゴーランド」 | 『つきねこ』関連曲                                                               |
| 12月18日 | DRAGON POKER ORIGINAL SOUNDTRACK II                                                                                            | ファータ（五十嵐裕美）、レファ（M・A・O） | 「Cho-co-la romantica」 | ゲーム『ドラゴンポーカー』関連曲                                                 |
| 2015年   | | | |                                                                                  |
| 1月21日  | THE IDOLM@STER CINDERELLA GIRLS ANIMATION PROJECT 00 ST@RTER BEST                                                              | CINDERELLA PROJECT | 「ススメ☆オトメ 〜jewel parade〜」 | テレビアニメ『アイドルマスター シンデレラガールズ』関連曲                        |
| 1月21日  | ガールフレンド（仮） BD・DVD 第1巻特典CD                                                                                       | にゅーろん★くりぃむそふと | 「楽しきトキメキ」 | テレビアニメ『ガールフレンド（仮）』オープニングテーマ                           |
| 1月21日  | ガールフレンド（仮） BD・DVD 第1巻特典CD                                                                                       | にゅーろん★くりぃむそふと | 「進化系Girl」 | テレビアニメ『ガールフレンド（仮）』第9話エンディングテーマ                      |
| 2月18日  | THE IDOLM@STER CINDERELLA GIRLS ANIMATION PROJECT 01 Star!!                                                                    | CINDERELLA PROJECT | 「Star!!」 | テレビアニメ『アイドルマスター シンデレラガールズ』オープニングテーマ            |
| 3月4日   | アイドルクロニクル ユニットソングシリーズ 第1弾 誓いのビジョン                                                                 | H.Y.R | 「誓いのビジョン」 「弾けてメリーゴーランド」 「Happy Smile Sunshine」                                                                           | ゲーム『アイドルクロニクル』関連曲                                               |
| 3月4日   | アイドルクロニクル ユニットソングシリーズ 第1弾 誓いのビジョン 〜YURIA ver〜                                                   | 松平ユリア（五十嵐裕美） | 「SUTEKI MY DAYS」 | ゲーム『アイドルクロニクル』関連曲                                               |
| 3月25日  | Chocolate Smile Girls!! | 日向美ビタースイーツ♪ | 「都会征服Girls☆」 「都会征服Girls☆（練習@兎月堂ver）」                                                                                          | 音楽配信企画『ひなビタ♪』関連曲                                                  |
| 3月25日  | Chocolate Smile Girls!! | 日向美ビタースイーツ♪ | 「滅亡天使 † にこきゅっぴん」 「滅亡天使 † にこきゅっぴん（練習@兎月堂ver）」                                                                    | 音楽配信企画『ひなビタ♪』関連曲                                                  |
| 3月25日  | Chocolate Smile Girls!! | 日向美ビタースイーツ♪、ここなつ | 「チョコレートスマイル」 | 音楽配信企画『ひなビタ♪』関連曲                                                  |
| 4月1日   | THE IDOLM@STER CINDERELLA GIRLS ANIMATION PROJECT 04 Happy×2 Days                                                              | CANDY ISLAND | 「Happy×2 Days」 | テレビアニメ『アイドルマスター シンデレラガールズ』エンディングテーマ            |
| 4月1日   | THE IDOLM@STER CINDERELLA GIRLS ANIMATION PROJECT 04 Happy×2 Days                                                              | CANDY ISLAND | 「夕映えプレゼント -CANDY ISLAND リミックス-」                                                                                                   | テレビアニメ『アイドルマスター シンデレラガールズ』関連曲                        |
| 5月13日  | THE IDOLM@STER CINDERELLA GIRLS ANIMATION PROJECT 08 GOIN'!!!                                                                  | CINDERELLA PROJECT | 「GOIN'!!!」 | テレビアニメ『アイドルマスター シンデレラガールズ』挿入歌                        |
| 5月13日  | THE IDOLM@STER CINDERELLA GIRLS ANIMATION PROJECT 08 GOIN'!!!                                                                  | CINDERELLA PROJECT | 「夕映えプレゼント」 | テレビアニメ『アイドルマスター シンデレラガールズ』エンディングテーマ            |
| 6月3日   | Yes!アイドル♥宣言 | クリティクリスタ | 「Yes!アイドル♥宣言」 | テレビアニメ『SHOW BY ROCK!!』挿入歌                                             |
| 6月3日   | Yes!アイドル♥宣言 | クリティクリスタ | 「Attention, Please!!」 | テレビアニメ『SHOW BY ROCK!!』関連曲                                             |
| 7月17日  | THE IDOLM@STER M@STERS OF IDOL WORLD!!2015 Nation Sapphire アンドロイド                                                        | 双葉杏（五十嵐裕美） | 「アタシポンコツアンドロイド（双葉杏ソロ・リミックス）」                                                                                         | ゲーム『アイドルマスター シンデレラガールズ』関連曲                              |
| 7月21日  | 虹色キャンバス | なないろランガールズ | 「虹色キャンバス」 | ゲーム『なないろランガールズ』テーマソング                                       |
| 8月5日   | THE IDOLM@STER CINDERELLA GIRLS ANIMATION PROJECT 2nd season 01 Shine!!                                                        | CINDERELLA PROJECT | 「Shine!!」 | テレビアニメ『アイドルマスター シンデレラガールズ』オープニングテーマ            |
| 8月5日   | THE IDOLM@STER CINDERELLA GIRLS ANIMATION PROJECT 2nd season 01 Shine!!                                                        | 島村卯月（大橋彩香）、渋谷凛（福原綾香）、本田未央（原紗友里）、双葉杏（五十嵐裕美）、諸星きらり（松嵜麗） | 「とどけ！アイドル」 | ゲーム『アイドルマスター シンデレラガールズ スターライトステージ』テーマソング   |
| 9月16日  | 「蒼き鋼のアルペジオ -アルス・ノヴァ-」“Blue Field”キャラクターSongs Vol.2                                                     | 霧の生徒会 | 「Will Fade Away」 | 劇場アニメ『蒼き鋼のアルペジオ -アルス・ノヴァ-』関連曲                          |
| 9月16日  | SHOW BY ROCK!! Blu-ray 第4巻 きゃにめ.jp限定版特典 ミニアルバム                                                                | ホルミー（五十嵐裕美） | 「Yes!アイドル♥宣言」 「Attention, Please!!」 | テレビアニメ『SHOW BY ROCK!!』関連曲                                             |
| 9月23日  | THE IDOLM@STER CINDERELLA GIRLS ANIMATION PROJECT 2nd Season 02                                                                | CANDY ISLAND with 輿水幸子（竹達彩奈） | 「Heart Voice」 | テレビアニメ『アイドルマスター シンデレラガールズ』エンディングテーマ            |
| 9月23日  | THE IDOLM@STER CINDERELLA GIRLS ANIMATION PROJECT 2nd Season 02                                                                | CANDY ISLAND | 「夢色ハーモニー -CANDY ISLAND リミックス-」 | テレビアニメ『アイドルマスター シンデレラガールズ』関連曲                        |
| 10月1日  | よるのないくに オフィシャルサウンドトラック                                                                                    | リュリーティス（五十嵐裕美） | 「predge」 | ゲーム『よるのないくに』関連曲                                                   |
| 10月1日  | よるのないくに オフィシャルサウンドトラック                                                                                    | アーナス（M・A・O）、リュリーティス（五十嵐裕美） | 「Eve」 | ゲーム『よるのないくに』関連曲                                                   |
| 10月28日 | SHOW BY ROCK!! Blu-ray特装限定版 第5巻 特典CD                                                                                  | ホルミー（五十嵐裕美）、ジャクリン（村川梨衣） | 「Rhythm Friends」 | テレビアニメ『SHOW BY ROCK!!』関連曲                                             |
| 11月25日 | THE IDOLM@STER CINDERELLA GIRLS ANIMATION PROJECT 2nd Season 07                                                                | CINDERELLA PROJECT | 「M@GIC☆」 | テレビアニメ『アイドルマスター シンデレラガールズ』挿入歌                        |
| 11月25日 | THE IDOLM@STER CINDERELLA GIRLS ANIMATION PROJECT 2nd Season 07                                                                | CINDERELLA PROJECT | 「夢色ハーモニー」 | テレビアニメ『アイドルマスター シンデレラガールズ』エンディングテーマ            |
| 11月26日 | クリミナルガールズ2オリジナルサウンドトラック                                                                                  | シノア（阿久津加菜）、リリ（中恵光城）、クロエ（加隈亜衣）、ミズキ（辻あゆみ）、スイ（五十嵐裕美）、ツカサ（吉田聖子）、ユリネ（中村桜） | 「罪深き少女達のsept luminarie」 | ゲーム『クリミナルガールズ2』主題歌                                              |
| 12月23日 | アイドルマスター シンデレラガールズ BD・DVD 第7巻完全生産限定版特典CD「346Pro IDOL selection vol.4」                           | 双葉杏（五十嵐裕美） | 「華蕾夢ミル狂詩曲〜魂ノ導〜 〜For Anzu rearrange MIX〜」                                                                                        | テレビアニメ『アイドルマスター シンデレラガールズ』関連曲                        |
| 2016年   | | | |                                                                                  |
| 1月13日  | Five Drops 03 -strawberry milk- 芽兎めう                                                                                       | 芽兎めう（五十嵐裕美） | 「地方創生☆チクワクティクス」 「エキサイティング!! も・ちゃ・ちゃ☆」 「遠く遠く離れていても…」 「恋はどう？モロ◎波動OK☆方程式!!〜めうedition〜」 | 音楽配信企画『ひなビタ♪』関連曲                                                  |
| 3月30日  | THE IDOLM@STER MASTER CINDERELLA GIRLS ANIMATION PROJECT ORIGINAL SOUNDTRACK                                                   | CANDY ISLAND | 「アタシポンコツアンドロイド（TV Size）」 | テレビアニメ『アイドルマスター シンデレラガールズ』挿入歌                        |
| 3月30日  | THE IDOLM@STER MASTER CINDERELLA GIRLS ANIMATION PROJECT ORIGINAL SOUNDTRACK                                                   | 双葉杏（五十嵐裕美）、三村かな子（大坪由佳）、城ヶ崎莉嘉（山本希望）、神崎蘭子（内田真礼）、前川みく（高森奈津美）、諸星きらり（松嵜麗）、多田李衣菜（青木瑠璃子）、赤城みりあ（黒沢ともよ）、新田美波（洲崎綾）、緒方智絵里（大空直美）、安部菜々（三宅麻理恵）、木村夏樹（安野希世乃）、白坂小梅（桜咲千依） | 「GOIN'!!!」 | テレビアニメ『アイドルマスター シンデレラガールズ』挿入歌                        |
| 4月27日  | STAR☆T | Tiara | 「ハートの軌跡」 | ゲーム『バトルガール ハイスクール』関連曲                                        |
| 5月27日  | 倉野川音頭 桜まつり♪記念CD | 日向美ビタースイーツ♪ & ひなちくん（くりむ） | 「倉野川音頭」 | 音楽配信企画『ひなビタ♪』関連曲                                                  |
| 7月20日  | ビビビーチ♡ビビビビーチ！ | クリティクリスタ | 「ビビビーチ♡ビビビビーチ！」 「コ・ア・ク・マ♡サマーモード」                                                                                    | テレビアニメ『SHOW BY ROCK!!』関連曲                                             |
| 8月14日  | 永遠神剣・第三章 悠久のユーフォリア 宿命の涙 イメージハイレゾ DVD-ROM Never despair                                            | 『優絶』のアージナー・セントラルスピリット（五十嵐裕美） | 「listen」 | ゲーム『永遠のアセリア -The Spirit of Eternity Sword-』関連曲                    |
| 9月21日  | SHOW BY ROCK!! BEST Vol.2 | クリティクリスタ | 「1.2.さんしゃいん♡」 | ゲーム『SHOW BY ROCK!!』関連曲                                                   |
| 10月19日 | 放て！どどどーん！ | クリティクリスタ | 「放て！どどどーん！」 | テレビアニメ『SHOW BY ROCK!!#』挿入歌                                            |
| 10月19日 | 放て！どどどーん！ | クリティクリスタ | 「Colorful Snow Drop」 | テレビアニメ『SHOW BY ROCK!!#』関連曲                                            |
| 11月23日 | ハッピーアイスクリーム！ | チーム フォルトゥーナ | 「ハッピーアイスクリーム！」 | テレビアニメ『ろんぐらいだぁす!』エンディングテーマ                              |
| 11月23日 | ハッピーアイスクリーム！ | 新垣葵（五十嵐裕美） | 「ハッピーアイスクリーム！」 | テレビアニメ『ろんぐらいだぁす!』関連曲                                          |
| 12月21日 | TVアニメ「ブレイブウィッチーズ」エンディング・テーマ コレクション「Little Wing〜Spirit of LINDBERG〜」                         | エディータ・ロスマン（五十嵐裕美）、雁淵ひかり（加隈亜衣） | 「LITTLE WING〜Spirit of LINDBERG〜 Vol.4」 | テレビアニメ『ブレイブウィッチーズ』エンディングテーマ                           |
| 12月21日 | TVアニメ「ブレイブウィッチーズ」エンディング・テーマ コレクション「Little Wing〜Spirit of LINDBERG〜」                         | 雁淵孝美（末柄里恵）、管野直枝（村川梨衣）、ニッカ・エドワーディン・カタヤイネン（高森奈津美）、ヴァルトルート・クルピンスキー（石田嘉代）、アレクサンドラ・イワーノヴナ・ポクルイーシキン（原由実）、ジョーゼット・ルマール（照井春佳）、下原定子（水谷麻鈴）、エディータ・ロスマン（五十嵐裕美）、グンドュラ・ラル（佐藤利奈） | 「LITTLE WING〜Spirit of LINDBERG〜 Vol.11」 | テレビアニメ『ブレイブウィッチーズ』エンディングテーマ                           |
| 12月21日 | TVアニメ「ブレイブウィッチーズ」エンディング・テーマ コレクション「Little Wing〜Spirit of LINDBERG〜」                         | 雁淵ひかり（加隈亜衣）、雁淵孝美（末柄里恵）、管野直枝（村川梨衣）、ニッカ・エドワーディン・カタヤイネン（高森奈津美）、ヴァルトルート・クルピンスキー（石田嘉代）、アレクサンドラ・イワーノヴナ・ポクルイーシキン（原由実）、ジョーゼット・ルマール（照井春佳）、下原定子（水谷麻鈴）、エディータ・ロスマン（五十嵐裕美）、グンドュラ・ラル（佐藤利奈） | 「LITTLE WING〜Spirit of LINDBERG〜 Vol.12」 | テレビアニメ『ブレイブウィッチーズ』エンディングテーマ                           |
| 2017年   | | | |                                                                                  |
| 1月25日  | SHOW BY ROCK!!# Blu-ray 第2巻 きゃにめ.jp限定版特典 ミニアルバム                                                               | ホルミー（五十嵐裕美） | 「放て！どどどーん！」 「Colorful Snow Drop」 | テレビアニメ『SHOW BY ROCK!!#』関連曲                                            |
| 1月25日  | THE IDOLM@STER CINDERELLA GIRLS VIEWING REVOLUTION Yes! Party Time!!                                                           | 小日向美穂（津田美波）、双葉杏（五十嵐裕美）、前川みく（高森奈津美） | 「アタシポンコツアンドロイド」 | ゲーム『アイドルマスター シンデレラガールズ ビューイングレボリューション』関連曲 |
| 2月1日   | THE IDOLM@STER CINDERELLA GIRLS STARLIGHT MASTER 08 BEYOND THE STARLIGHT                                                       | 双葉杏（五十嵐裕美） | 「スローライフ・ファンタジー」 | ゲーム『アイドルマスター シンデレラガールズ スターライトステージ』関連曲         |
| 2月8日   | THE IDOLM@STER CINDERELLA MASTER EVERMORE                                                                                      | 島村卯月（大橋彩香）、渋谷凛（福原綾香）、本田未央（原紗友里）、赤城みりあ（黒沢ともよ）、安部菜々（三宅麻理恵）、神崎蘭子（内田真礼）、小日向美穂（津田美波）、城ヶ崎美嘉（佳村はるか）、城ヶ崎莉嘉（山本希望）、高垣楓（早見沙織）、多田李衣菜（青木瑠璃子）、新田美波（洲崎綾）、双葉杏（五十嵐裕美）、前川みく（高森奈津美）、諸星きらり（松嵜麗） | 「ススメ☆オトメ 〜jewel parade〜」 | ゲーム『アイドルマスター シンデレラガールズ』関連曲                              |
| 2月8日   | THE IDOLM@STER CINDERELLA MASTER EVERMORE                                                                                      | 大橋彩香、福原綾香、原紗友里、藍原ことみ、青木志貴、青木瑠璃子、飯田友子、五十嵐裕美、今井麻夏、上坂すみれ、内田真礼、桜咲千衣、大空直美、大坪由佳、金子真由美、金子有希、木村珠莉、黒沢ともよ、佐藤亜美菜、下地紫野、洲崎綾、鈴木絵理、髙野麻美、高森奈津美、立花理香、種﨑敦美、千菅春香、東山奈央、長島光那、原優子、早見沙織、春瀬なつみ、渕上舞、牧野由依、松井恵理子、松嵜麗、三宅麻理恵、村中知、杜野まこ、安野希世乃、山下七海、山本希望、佳村はるか、ルゥティン、和氣あず未 | 「EVERMORE（4thLIVE MIX）」 | ゲーム『アイドルマスター シンデレラガールズ』関連曲                              |
| 2月22日  | 夏音-フシギナイロ-/Cat-Cat Romance                                                                                             | Clover | 「夏音-フシギナイロ-」 | ゲーム『バトルガール ハイスクール』関連曲                                        |
| 3月1日   | 本日のとびきりBuono! | 本日のシェフ | 「本日のとびきりBuono!」 | テレビアニメ『ピアシェ〜私のイタリアン〜』エンディングテーマ                     |
| 3月2日   | 本日のとびきりBuono!〜ズッパ・インクレーゼ〜                                                                                   | 本日のシェフ | 「本日のとびきりBuono!〜ズッパ・インクレーゼ〜」                                                                                                 | テレビアニメ『ピアシェ〜私のイタリアン〜』エンディングテーマ                     |
| 3月15日  | ガールフレンド（仮） キャラクターソングシリーズ Vol.03                                                                         | にゅーろん★くりぃむそふと | 「HAJIけてシナプス☆シナモンロール」 | テレビアニメ『ガールフレンド（仮）』エンディングテーマ                           |
| 3月15日  | ガールフレンド（仮） キャラクターソングシリーズ Vol.03                                                                         | にゅーろん★くりぃむそふと | 「楽しきトキメキ」 | ゲーム『ガールフレンド（仮）』関連曲                                             |
| 3月15日  | ガールフレンド（仮） キャラクターソングシリーズ Vol.03                                                                         | にゅーろん★くりぃむそふと | 「進化系girl」 | テレビアニメ『ガールフレンド（仮）』挿入歌                                       |
| 3月15日  | Home Sweet Home | ホララ・ホリック with 日向美ビタースイーツ♪ | 「じもとっこスイーツ♪」 「じもとっこスイーツ♪（練習@サウダージver）」                                                                            | 音楽配信企画『ひなビタ♪』関連曲                                                  |
| 3月15日  | Home Sweet Home | 日向美ビタースイーツ♪ | 「ぽかぽかレトロード 〜Home Sweet Home edition〜」                                                                                               |                                                                                  |
| 3月16日  | 本日のとびきりBuono!〜パンナコッタ〜                                                                                           | 本日のシェフ | 「本日のとびきりBuono!〜パンナコッタ〜」 | テレビアニメ『ピアシェ〜私のイタリアン〜』エンディングテーマ                     |
| 3月23日  | 本日のとびきりBuono!〜タリアータ〜                                                                                             | 本日のシェフ | 「本日のとびきりBuono!〜タリアータ〜」 | テレビアニメ『ピアシェ〜私のイタリアン〜』エンディングテーマ                     |
| 3月29日  | 「ブレイブウィッチーズ」秘め歌コレクション Vol.4                                                                               | エディータ・ロスマン（五十嵐裕美） | 「LITTLE WING〜Spirit of LINDBERG〜」 「ガーネット」                                                                                             | テレビアニメ『ブレイブウィッチーズ』関連曲                                       |
| 3月29日  | 「ブレイブウィッチーズ」秘め歌コレクション Vol.4                                                                               | アレクサンドラ・イワーノヴナ・ポクルイーシキン（原由実）、エディータ・ロスマン（五十嵐裕美）、グンドュラ・ラル（佐藤利奈） | 「Moonlight Trip」 | テレビアニメ『ブレイブウィッチーズ』関連曲                                       |
| 3月30日  | 本日のとびきりBuono!〜インサラータ〜                                                                                           | 本日のシェフ | 「本日のとびきりBuono!〜インサラータ〜」 | テレビアニメ『ピアシェ〜私のイタリアン〜』エンディングテーマ                     |
| 4月1日   | - | ウムル（五十嵐裕美）、タウィル（古木のぞみ） | 「WIXOSSのうた」 | カードゲーム『WIXOSS』関連曲                                                     |
| 4月26日  | THE IDOLM@STER CINDERELLA GIRLS LITTLE STARS! キラッ！満開スマイル                                                             | 島村卯月（大橋彩香）、小日向美穂（津田美波）、佐久間まゆ（牧野由依）、櫻井桃華（照井春佳）、双葉杏（五十嵐裕美） | 「キラッ！満開スマイル」 | テレビアニメ『アイドルマスター シンデレラガールズ劇場』エンディングテーマ        |
| 4月26日  | THE IDOLM@STER CINDERELLA GIRLS LITTLE STARS! キラッ！満開スマイル                                                             | 双葉杏（五十嵐裕美） | 「キラッ！満開スマイル」 | テレビアニメ『アイドルマスター シンデレラガールズ劇場』関連曲                    |
| 5月31日  | THE IDOLM@STER CINDERELLA GIRLS STARLIGHT MASTER 11 あんきら!?狂騒曲                                                           | 双葉杏（五十嵐裕美）、諸星きらり（松嵜麗） | 「あんきら!?狂騒曲（M@STER VERSION）」 | ゲーム『アイドルマスター シンデレラガールズ スターライトステージ』関連曲         |
| 7月12日  | 「ブレイブウィッチーズ」秘め歌コレクション Vol.6                                                                               | 雁淵ひかり（加隈亜衣）、エディータ・ロスマン（五十嵐裕美） | 「Eternal Bonds」 | テレビアニメ『ブレイブウィッチーズ』関連曲                                       |
| 7月12日  | 「ブレイブウィッチーズ」秘め歌コレクション Vol.6                                                                               | ヴァルトルート・クルピンスキー（石田嘉代）、エディータ・ロスマン（五十嵐裕美） | 「Heart」 | テレビアニメ『ブレイブウィッチーズ』関連曲                                       |
| 7月26日  | ホシノキズナ | 神樹ヶ峰女学園星守クラス | 「ホシノキズナ」 | テレビアニメ『バトルガール ハイスクール』オープニングテーマ                      |
| 8月12日  | 碓氷と彼女とロクサンの。最後の夜=始まりの灯                                                                                    | 浅間夏綺（五十嵐裕美） | 「Happiness Train」 | サウンドドラマ『碓氷と彼女とロクサンの。最後の夜＝始まりの灯』主題歌             |
| 8月30日  | THE IDOLM@STER CINDERELLA GIRLS 4thLIVE TriCastle Story SPECIAL LIVE ALBUM                                                     | CINDERELLA GIRLS | 「とどけ！アイドル」 | ゲーム『アイドルマスター シンデレラガールズ スターライトステージ』テーマソング   |
| 8月30日  | THE IDOLM@STER CINDERELLA GIRLS 4thLIVE TriCastle Story SPECIAL LIVE ALBUM                                                     | CINDERELLA GIRLS | 「Yes! Party Time!!」 | ゲーム『アイドルマスター シンデレラガールズ ビューイングレボリューション』関連曲 |
| 8月30日  | THE IDOLM@STER CINDERELLA GIRLS 4thLIVE TriCastle Story SPECIAL LIVE ALBUM                                                     | CINDERELLA GIRLS | 「EVERMORE」 | ゲーム『アイドルマスター シンデレラガールズ』関連曲                              |
| 8月30日  | THE IDOLM@STER CINDERELLA GIRLS 4thLIVE TriCastle Story SPECIAL LIVE ALBUM                                                     | CINDERELLA GIRLS | 「お願い！シンデレラ」 | ゲーム『アイドルマスター シンデレラガールズ』テーマソング                        |
| 9月13日  | けもののおうじゃ★めうめう | 芽兎めう（五十嵐裕美） | 「けもののおうじゃ★めうめう」 | 音楽配信企画『ひなビタ♪』関連曲                                                  |
| 9月20日  | TVアニメ「バトルガール ハイスクール」O.S.T                                                                                     | 神樹ヶ峰女学園星守クラス | 「ホシノキズナ TV-EDIT」 | テレビアニメ『バトルガール ハイスクール』オープニングテーマ                      |
| 11月15日 | SWEET SMILE♡HEROES | 芽兎めう（五十嵐裕美） | 「けもののおうじゃ★めうめう（練習@兎月堂倉庫ver）」                                                                                              | 音楽配信企画『ひなビタ♪』関連曲                                                  |
| 11月24日 | 悠久のユーフォリア ハイレゾコンテンツBOOK vol.1                                                                                | 『優絶』のアージナー・セントラルスピリット（五十嵐裕美） | 「listen」 | ゲーム『永遠のアセリア -The Spirit of Eternity Sword-』関連曲                    |
| 2018年   | | | |                                                                                  |
| 1月24日  | バトルガール ハイスクール BD・DVD第3巻特典CD                                                                                   | 南ひなた（五十嵐裕美） | 「ホシノキズナ」 「ハートの軌跡」 「夏音-フシギナイロ-」 「空色メモリーズ」                                                                      | テレビアニメ『バトルガール ハイスクール』関連曲                                  |
| 2月14日  | むにゃむにゃゲッチュー恋吹雪！                                                                                                 | にゅーろん★くりぃむそふと | 「むにゃむにゃゲッチュー恋吹雪！」 「HAJIけてシナプス☆シナモンロール」 「進化系girl」 「楽しきトキメキ」                                         | ゲーム『ガールフレンド（仮）』関連曲                                             |
| 2月28日  | Wonderland Wars Cast Song | ミクサ（五十嵐裕美） | 「ともしびのメッセージ」 | ゲーム『Wonderland Wars』関連曲                                                  |
| 3月28日  | ポプテピピック ALL TIME BEST                                                                                                   | ポプ子（五十嵐裕美）、ピピ美（松嵜麗） | 「POPPY PAPPY DAY」 「人生」 | テレビアニメ『ポプテピピック』エンディングテーマ                                 |
| 3月28日  | ポプテピピック ALL TIME BEST                                                                                                   | ポプ子（五十嵐裕美）、ピピ美（松嵜麗） | 「心の大樹」 「おねんねコンちゃん」 | テレビアニメ『ポプテピピック』挿入歌                                             |
| 5月9日   | 日向美ビタースイーツ♪ BEST | 日向美ビタースイーツ♪ | 「メンバー紹介っ！」 | 音楽配信企画『ひなビタ♪』関連曲                                                  |
| 6月6日   | カイジュウ・プチョヘンザ | レッドキング（五十嵐裕美）、ゴモラ（諏訪彩花） | 「カイジュウ・プチョヘンザ」 | テレビアニメ『怪獣娘 〜ウルトラ怪獣擬人化計画〜』関連曲                          |
| 6月29日  | 「ひなビタ♪ライブ2018 SWEET SMILE PARADE 待っててね、東京さんっ！ひなビタ♪公式パンフレット」                                   | 日向美ビタースイーツ♪ | 「花のやくそく」 | 音楽配信企画『ひなビタ♪』関連曲                                                  |
| 7月4日   | ワールドウィッチーズシリーズ10周年記念アルバム ストライクウィッチーズ&ブレイブウィッチーズ 45ソングス（リミックス&リアレンジ） | 雁淵ひかり（加隈亜衣）、雁淵孝美（末柄里恵）、管野直枝（村川梨衣）、ニッカ・エドワーディン・カタヤイネン（高森奈津美）、ヴァルトルート・クルピンスキー（石田嘉代）、アレクサンドラ・イワーノヴナ・ポクルイーシキン（原由実）、ジョーゼット・ルマール（照井春佳）、下原定子（水谷麻鈴）、エディータ・ロスマン（五十嵐裕美）、グンドュラ・ラル（佐藤利奈） | 「LITTLE WING〜Spirit of LINDBERG〜 Vol.12」 | テレビアニメ『ブレイブウィッチーズ』エンディングテーマ                           |
| 7月4日   | ワールドウィッチーズシリーズ10周年記念アルバム ストライクウィッチーズ&ブレイブウィッチーズ 45ソングス（リミックス&リアレンジ） | エディータ・ロスマン（五十嵐裕美） | 「ガーネット」 | テレビアニメ『ブレイブウィッチーズ』関連曲                                       |
| 7月4日   | ワールドウィッチーズシリーズ10周年記念アルバム ストライクウィッチーズ&ブレイブウィッチーズ 45ソングス（リミックス&リアレンジ） | アレクサンドラ・イワーノヴナ・ポクルイーシキン（原由実）、エディータ・ロスマン（五十嵐裕美）、グンドュラ・ラル（佐藤利奈） | 「Moonlight Trip」 | テレビアニメ『ブレイブウィッチーズ』関連曲                                       |
| 8月22日  | THE IDOLM@STER CINDERELLA GIRLS STARLIGHT MASTER 20 リトルリドル                                                               | 双葉杏（五十嵐裕美）、城ヶ崎莉嘉（山本希望）、二宮飛鳥（青木志貴）、白坂小梅（桜咲千依）、早坂美玲（朝井彩加） | 「リトルリドル（M@STER VERSION）」 | ゲーム『アイドルマスター シンデレラガールズ スターライトステージ』関連曲         |
| 11月23日 | 怪獣娘〜ウルトラ怪獣擬人化計画〜キャラクターソングベスト                                                                       | レッドキング（五十嵐裕美）、ゴモラ（諏訪彩花） | 「カイジュウ・プチョヘンザ」 | テレビアニメ『怪獣娘 〜ウルトラ怪獣擬人化計画〜』関連曲                          |
| 12月5日  | ワールドウィッチーズシリーズ10周年記念 秘め歌コレクション特別版 Vol.2 カールスラント篇                                         | エディータ・ロスマン（五十嵐裕美） | 「Endless Sky」 | テレビアニメ『ブレイブウィッチーズ』関連曲                                       |
| 2019年   | | | |                                                                                  |
| 3月20日  | THE IDOLM@STER CINDERELLA GIRLS STARLIGHT MASTER 27 Vast world                                                                 | 緒方智絵里（大空直美）、白坂小梅（桜咲千依）、堀裕子（鈴木絵理）、双葉杏（五十嵐裕美）、諸星きらり（松嵜麗） | 「Vast world（M@STER VERSION）」 | ゲーム『アイドルマスター シンデレラガールズ スターライトステージ』関連曲         |
| 6月19日  | P SHOW BY ROCK!! CD | クリティクリスタ | 「にゃんばわん！ゼッタイ最強！」 | パチンコ『P SHOW BY ROCK!!』関連曲                                               |
| 6月19日  | P SHOW BY ROCK!! CD きゃにめ特典CD                                                                                             | ホルミー（五十嵐裕美） | 「にゃんばわん！ゼッタイ最強！」 | パチンコ『P SHOW BY ROCK!!』関連曲                                               |
| 10月23日 | THE IDOLM@STER CINDERELLA GIRLS STARLIGHT MASTER 33 Starry-Go-Round                                                            | 双葉杏（五十嵐裕美）、諸星きらり（松嵜麗）、島村卯月（大橋彩香）、渋谷凛（福原綾香）、本田未央（原紗友里） | 「LOVE & PEACH」 | ゲーム『アイドルマスター シンデレラガールズ スターライトステージ』関連曲         |
| 11月8日  | THE IDOLM@STER CINDERELLA GIRLS 7thLIVE TOUR Special 3chord♪ Funky Dancing! 会場オリジナルCD                                   | 双葉杏（五十嵐裕美） | 「リトルリドル（M@STER VERSION）」 | ゲーム『アイドルマスター シンデレラガールズ スターライトステージ』関連曲         |
| 12月18日 | SHOW BY ROCK!! BEST Vol.3 | クリティクリスタ［ホルミー（五十嵐裕美）］ | 「とっておきのHappiness!」 | ゲーム『SHOW BY ROCK!!』関連曲                                                   |
| 2020年   | | | |                                                                                  |
| 2月14日  | THE IDOLM@STER CINDERELLA GIRLS 7thLIVE TOUR Special 3chord♪ Glowing Rock! 会場オリジナルCD                                    | 双葉杏（五十嵐裕美） | 「Vast World（M@STER VERSION）」 | ゲーム『アイドルマスター シンデレラガールズ スターライトステージ』関連曲         |
| 2月29日  | 劇場版 ハイスクール・フリート 七週目来場者特典 キャラクターソングシリアルコード                                                | ヴィルヘルミーナ・ブラウンシュヴァイク・インゲノール・フリーデブルク（五十嵐裕美） | 「旅打ちカモメ」 | 劇場アニメ『劇場版 ハイスクール・フリート』関連曲                                |
| 10月28日 | まえせつ！ テーマソングCD "オープニングアクト"                                                                                 | 北風ふぶき（大西亜玖璃）、凩まふゆ（大空直美）、新谷りん（五十嵐裕美）、朝生祇なゆた（中村桜） | 「ピッピッピハッピー」 「サイン」 | テレビアニメ『まえせつ！』オープニングテーマ                                     |
| 10月28日 | まえせつ！ テーマソングCD "オープニングアクト"                                                                                 | 北風ふぶき（大西亜玖璃）、凩まふゆ（大空直美）、新谷りん（五十嵐裕美）、朝生祇なゆた（中村桜） | 「いかがわしいバイキング」 | テレビアニメ『まえせつ！』エンディングテーマ                                     |
| 2021年   | | | |                                                                                  |
| 2月17日  | TVアニメ「SHOW BY ROCK!!STARS!!」挿入歌ミニアルバム Vol.1                                                                      | クリティクリスタ | 「きゅきゅきゅん♡ハートシェイカー」 | テレビアニメ『SHOW BY ROCK!! STARS!!』挿入歌                                     |
| 2月17日  | TVアニメ「SHOW BY ROCK!!STARS!!」挿入歌ミニアルバム Vol.1 きゃにめ特典CD                                                       | ホルミー（五十嵐裕美） | 「きゅきゅきゅん♡ハートシェイカー」 | テレビアニメ『SHOW BY ROCK!! STARS!!』関連曲                                     |
| 2月24日  | 刀使ノ巫女 刻みし一閃の燈火 BD・DVD特典CD                                                                                      | 安桜美炎（茜屋日海夏）、瀬戸内智恵（石原夏織）、七之里呼吹（五十嵐裕美）、六角清香（藤田茜）、木寅ミルヤ（沼倉愛美）、山城由依（上坂すみれ） | 「blurry shadow」 | OVA『刀使ノ巫女 刻みし一閃の燈火』主題歌                                         |
| 4月7日   | ワールドウィッチーズ発進しますっ！ 第502統合戦闘航空団発進しますっ！                                                           | ヴァルトルート･クルピンスキー（石田嘉代）、エディータ･ロスマン（五十嵐裕美） | 「Awesome days!」 | テレビアニメ『ワールドウィッチーズ発進しますっ！』エンディングテーマ             |
| 4月7日   | ワールドウィッチーズ発進しますっ！ 第502統合戦闘航空団発進しますっ！                                                           | 第502統合戦闘航空団 | 「Awesome days!」 | テレビアニメ『ワールドウィッチーズ発進しますっ！』エンディングテーマ             |
| 4月21日  | SHOW BY ROCK!! BEST Vol.4 | クリティクリスタ | 「Mot Mot Mot」 「綿雪グリモワール」 | ゲーム『SHOW BY ROCK!! Fes A Live』関連曲                                        |
| 10月6日  | THE IDOLM@STER STARLIT SEASON 00 GR@TITUDE                                                                                     | Project LUMINOUS | 「GR@TITUDE」 | ゲーム『アイドルマスター スターリットシーズン』テーマソング                      |
| 10月6日  | THE IDOLM@STER STARLIT SEASON 00 GR@TITUDE 日本コロムビア盤                                                                    | CINDERELLA GIRLS | 「GR@TITUDE」 | ゲーム『アイドルマスター スターリットシーズン』テーマソング                      |
| 11月24日 | THE IDOLM@STER CINDERELLA MASTER EVERLASTING                                                                                   | 本田未央（原紗友里）、辻野あかり（梅澤めぐ）、双葉杏（五十嵐裕美）、木村夏樹（安野希世乃）、アナスタシア（上坂すみれ）、ナターリア（生田輝）、橘ありす（佐藤亜美菜）、輿水幸子（竹達彩奈）、依田芳乃（高田憂希）、川島瑞樹（東山奈央） | 「EVERLASTING（M@STER VERSION）」 | ゲーム『アイドルマスター シンデレラガールズ』関連曲                              |
| 11月24日 | THE IDOLM@STER CINDERELLA MASTER EVERLASTING                                                                                   | 双葉杏（五十嵐裕美） | 「EVERLASTING（M@STER VERSION）」 | ゲーム『アイドルマスター シンデレラガールズ』関連曲                              |
| 12月1日  | THE IDOLM@STER STARLIT SEASON 01                                                                                               | Project LUMINOUS | 「THE IDOLM@STER」 | ゲーム『アイドルマスター スターリットシーズン』関連曲                            |
| 12月1日  | THE IDOLM@STER STARLIT SEASON 01                                                                                               | CINDERELLA GIRLS、MILLIONSTARS | 「お願い！シンデレラ」 | ゲーム『アイドルマスター スターリットシーズン』関連曲                            |
| 12月1日  | THE IDOLM@STER STARLIT SEASON 01                                                                                               | 天海春香（中村繪里子）、水瀬伊織（釘宮理恵）、菊地真（平田宏美）、我那覇響（沼倉愛美）、安部菜々（三宅麻理恵）、双葉杏（五十嵐裕美）、春日未来（山崎はるか）、大崎甘奈（黒木ほの香）、大崎甜花（前川涼子）、奥空心白（田中あいみ） | 「SESSION!」 | ゲーム『アイドルマスター スターリットシーズン』関連曲                            |
| 2022年   | | | |                                                                                  |
| 1月19日  | THE IDOLM@STER STARLIT SEASON 02                                                                                               | CINDERELLA GIRLS | 「Star!!」 | ゲーム『アイドルマスター スターリットシーズン』関連曲                            |
| 1月19日  | THE IDOLM@STER STARLIT SEASON 02                                                                                               | 765PRO ALLSTARS、CINDERELLA GIRLS、MILLIONSTARS | 「Brand New Theater!」 | ゲーム『アイドルマスター スターリットシーズン』関連曲                            |
| 3月2日   | THE IDOLM@STER STARLIT SEASON 03                                                                                               | CINDERELLA GIRLS | 「M＠GIC☆」 | ゲーム『アイドルマスター スターリットシーズン』関連曲                            |
| 3月2日   | THE IDOLM@STER STARLIT SEASON 03                                                                                               | 双葉杏（五十嵐裕美） | 「Spread the Wings!!」 | ゲーム『アイドルマスター スターリットシーズン』関連曲                            |
| 4月13日  | THE IDOLM@STER STARLIT SEASON 04                                                                                               | 天海春香（中村繪里子）、水瀬伊織（釘宮理恵）、菊地真（平田宏美）、我那覇響（沼倉愛美）、安部菜々（三宅麻理恵）、双葉杏（五十嵐裕美）、春日未来（山崎はるか）、田中琴葉（種田梨沙）、大崎甘奈（黒木ほの香）、大崎甜花（前川涼子）、奥空心白（田中あいみ）、詩花（高橋李依） | 「KAWAII ウォーズ」 | ゲーム『アイドルマスター スターリットシーズン』関連曲                            |
| 4月13日  | THE IDOLM@STER STARLIT SEASON 04                                                                                               | Project LUMINOUS、DIAMANT | 「GR＠TITUDE」 | ゲーム『アイドルマスター スターリットシーズン』関連曲                            |
| 4月13日  | THE IDOLM@STER STARLIT SEASON 04                                                                                               | 神崎蘭子（内田真礼）、城ヶ崎美嘉（佳村はるか）、双葉杏（五十嵐裕美） | 「READY!!（M@STER VERSION）」 | ゲーム『アイドルマスター スターリットシーズン』関連曲                            |
| 9月30日  | 恋しちゃった！ | クリティクリスタ | 「恋しちゃった！」 | ゲーム『SHOW BY ROCK!! Fes A Live』関連曲                                        |
| 11月9日  | THE IDOLM@STER CINDERELLA GIRLS STARLIGHT MASTER R/LOCK ON! 10 まほうのまくら                                                  | 双葉杏（五十嵐裕美）、遊佐こずえ（花谷麻妃） | 「まほうのまくら (M@STER VERSION)」 | ゲーム『アイドルマスター シンデレラガールズ スターライトステージ』関連曲         |
| 11月9日  | THE IDOLM@STER CINDERELLA GIRLS STARLIGHT MASTER R/LOCK ON! 10 まほうのまくら                                                  | 双葉杏（五十嵐裕美） | 「まほうのまくら (M@STER VERSION)」 | ゲーム『アイドルマスター シンデレラガールズ スターライトステージ』関連曲         |
| 2023年   | | | |                                                                                  |
| 7月12日  | THE IDOLM@STER CINDERELLA GIRLS STARLIGHT MASTER PLATINUM NUMBER 03 ダンシング・デッド                                         | 双葉杏（五十嵐裕美）、白雪千夜（関口理咲）、安部菜々（三宅麻理恵） | 「猛烈宇宙交響曲・第七楽章「無限の愛」」 | ゲーム『アイドルマスター シンデレラガールズ スターライトステージ』関連曲         |
| 8月2日   | THE IDOLM@STER CINDERELLA GIRLS STARLIGHT MASTER PLATINUM NUMBER 05 ハートボイルドウォーズ                                     | 諸星きらり（松嵜麗）、双葉杏（五十嵐裕美） | 「POPPY PAPPY DAY」 | ゲーム『アイドルマスター シンデレラガールズ スターライトステージ』関連曲         |
| 2024年   | | | |                                                                                  |
| 6月19日  | THE IDOLM@STER CINDERELLA GIRLS STARLIGHT MASTER HEART TICKER! 07 ワタシ御伽ばなシ                                             | ライラ（市ノ瀬加那）、古賀小春（小森結梨）、喜多日菜子（深川芹亜）、双葉杏（五十嵐裕美）、森久保乃々（高橋花林） | 「ワタシ御伽ばなシ（M@STER VERSION）」 | ゲーム『アイドルマスター シンデレラガールズ スターライトステージ』関連曲         |
| 6月19日  | THE IDOLM@STER CINDERELLA GIRLS STARLIGHT MASTER HEART TICKER! 07 ワタシ御伽ばなシ                                             | 双葉杏（五十嵐裕美） | 「ワタシ御伽ばなシ（M@STER VERSION）」 | ゲーム『アイドルマスター シンデレラガールズ スターライトステージ』関連曲         |
| 12月11日 | THE IDOLM@STER CINDERELLA GIRLS STARLIGHT MASTER HEART TICKER! 12 モラトリアム                                                 | 夢見りあむ（星希成奏）、双葉杏（五十嵐裕美） | 「モラトリアム（M@STER VERSION）」 | ゲーム『アイドルマスター シンデレラガールズ スターライトステージ』関連曲         |
| 12月11日 | THE IDOLM@STER CINDERELLA GIRLS STARLIGHT MASTER HEART TICKER! 12 モラトリアム                                                 | 双葉杏（五十嵐裕美） | 「モラトリアム（M@STER VERSION）」 | ゲーム『アイドルマスター シンデレラガールズ スターライトステージ』関連曲         |

### その他参加楽曲
| 発売日        | 商品名                                                                    | 歌                                     | 楽曲                                   | 備考                                  |
| ------------- | ------------------------------------------------------------------------- | -------------------------------------- | -------------------------------------- | ------------------------------------- |
| 2012年2月8日  | SONICONICOROCK Tribute To VOCALOID                                        | すーぱーそに子 / コーラス - 五十嵐裕美 | 「Smile」                              |                                       |
| 2013年1月30日 | Primrose Flower Voice                                                     | YURiCa/花たん / コーラス - 五十嵐裕美  | 「flower of sorrow」                   |                                       |
| 2013年7月31日 | flower                                                                    | YURiCa/花たん / セリフ - 五十嵐裕美    | 「吉原ラメント」 「マイリスダメー！」  |                                       |
| 2016年4月27日 | CINDERELLA PARTY! でれぱれ〜どがやってきた！ 〜イケてる彼女と楽しい公録〜 | 原紗友里、青木瑠璃子、五十嵐裕美       | 「休日の歌（Viva La Vida）」           | ラジオ『CINDERELLA PARTY!』関連曲     |
| 2016年7月13日 | MAUSU Diva×MAUSU Diva CROSS Collections                                   | 五十嵐裕美                             | 「Snow rainbow」                       |                                       |
| 2016年7月13日 | MAUSU Diva×MAUSU Diva CROSS Collections                                   | 五十嵐裕美、松嵜麗                     | 「しーくれっとぴーす」                 |                                       |
| 2016年8月15日 | MAUSU THEATER Vol.001                                                     | 五十嵐裕美、古木のぞみ、高田憂希       | 「ようこそ！マウスどうぶつえん」       | Webアニメ『マウスどうぶつえん』関連曲 |
| 2017年4月3日  | -                                                                         | 五十嵐裕美                             | 「Feeling Heart」                      | 『LIVE DAM STADIUM カラオケ』限定配信 |
| 2017年4月30日 | MAUSU THEATER Vol.009                                                     | 五十嵐裕美                             | 「I'm here」                           |                                       |
| 2019年5月4日  | PiecePiecePiece                                                           | 氷上恭子、五十嵐裕美                   | 「エレクトリック・スリーピングガール」 |                                       |
| 2019年9月30日 | MAUSU THEATER Vol.038                                                     | 五十嵐裕美                             | 「わたしの彼は巨大ロボ」               |                                       |

## ライブ・イベント

### 合同ライブ
| 出演日               | タイトル                                                                                          | 会場                                            |
| -------------------- | ------------------------------------------------------------------------------------------------- | ----------------------------------------------- |
| 2013年7月20日・21日  | THE IDOLM@STER 8th ANNIVERSARY HOP!STEP!!FESTIV@L!!!                                              | オリックス劇場（大阪府）                        |
| 2013年8月23日        | Animelo Summer Live 2013 -FLAG NINE-                                                              | さいたまスーパーアリーナ（埼玉県）              |
| 2014年1月25日        | リスアニ! LIVE 4 SATURDAY STAGE                                                                   | 日本武道館（東京都）                            |
| 2014年2月23日        | THE IDOLM@STER M@STERS OF IDOL WORLD!!2014                                                        | さいたまスーパーアリーナ（埼玉県）              |
| 2014年4月5日・6日    | THE IDOLM@STER CINDERELLA GIRLS 1stLIVE WONDERFUL M@GIC!!                                         | 舞浜アンフィシアター（千葉県）                  |
| 2014年11月30日       | THE IDOLM@STER CINDERELLA GIRLS 2ndLIVE PARTY M@GIC!!                                             | 国立代々木第一体育館（東京都）                  |
| 2015年7月19日        | THE IDOLM@STER M@STERS OF IDOL WORLD 2015                                                         | 西武プリンスドーム（埼玉県）                    |
| 2015年8月2日         | THE IDOLM@STER CINDERELLA GIRLS SUMMER FESTIV@L 2015 東京公演                                     | 舞浜アンフィシアター（千葉県）                  |
| 2015年8月23日        | THE IDOLM@STER CINDERELLA GIRLS SUMMER FESTIV@L 2015 大阪公演                                     | グランキューブ大阪（大阪府）                    |
| 2015年8月29日        | Animelo Summer Live 2015 -THE GATE-                                                               | さいたまスーパーアリーナ（埼玉県）              |
| 2015年11月8日        | 徒然なるクリクリプラズマ♪ガールズバンドふぇすてぃばる！ 〜みーんな大好きにゃん？〜                | 新木場STUDIO COAST（東京都）                    |
| 2015年11月28日・29日 | THE IDOLM@STER CINDERELLA GIRLS 3rdLIVE シンデレラの舞踏会 - Power of Smile -                     | 幕張メッセ国際展示場 9-11番ホール（千葉県）     |
| 2015年12月19日       | 「蒼き鋼のアルペジオ –アルス・ノヴァ-」Character Songs LIVE “Blue Field”～Finale～                | よこすか芸術劇場（神奈川県）                    |
| 2016年9月3日・4日    | THE IDOLM@STER CINDERELLA GIRLS 4thLIVE TriCastle Story Starlight Castle                          | 神戸ワールド記念ホール（兵庫県）                |
| 2016年10月16日       | THE IDOLM@STER CINDERELLA GIRLS 4thLIVE TriCastle 346 Castle                                      | さいたまスーパーアリーナ（埼玉県）              |
| 2016年12月4日        | リスアニ! LIVE TAIWAN Supported by 戰鬥女子學園                                                   | 台北国際会議中心（台湾 台北市）                 |
| 2017年5月13日・14日  | THE IDOLM@STER CINDERELLA GIRLS 5thLIVE TOUR Serendipity Parade!!! 宮城公演                       | セキスイハイムスーパーアリーナ（宮城県）        |
| 2017年6月30日        | ANISONG WORLD MATSURI 〜JAPAN KAWAII LIVE〜 at Anime Expo 2017                                    | マイクロソフトシアター（アメリカ ロサンゼルス） |
| 2017年7月8日・9日    | THE IDOLM@STER CINDERELLA GIRLS 5thLIVE TOUR Serendipity Parade!!! 幕張公演                       | 幕張イベントホール（千葉県）                    |
| 2017年8月12日        | THE IDOLM@STER CINDERELLA GIRLS 5thLIVE TOUR Serendipity Parade!!! さいたまスーパーアリーナ公演   | さいたまスーパーアリーナ（埼玉県）              |
| 2018年3月4日         | アイドルマスター シンデレラガールズ劇場 すぷりんぐふぇすてぃばる 2018                             | 舞浜アンフィシアター（千葉県）                  |
| 2018年4月7日・8日    | THE IDOLM@STER CINDERELLA GIRLS Initial Mess@ge                                                   | 台北国際会議中心（台湾 台北市）                 |
| 2018年8月12日        | MOTTO ANISONG FESTIVAL 2018                                                                       | 中山紀念堂（中国 広州市）                       |
| 2018年11月11日       | THE IDOLM@STER CINDERELLA GIRLS 6thLIVE MERRY-GO-ROUNDOME!!! メットライフドーム公演               | メットライフドーム（埼玉県）                    |
| 2018年12月1日・2日   | THE IDOLM@STER CINDERELLA GIRLS 6thLIVE MERRY-GO-ROUNDOME!!! ナゴヤドーム公演                     | ナゴヤドーム（愛知県）                          |
| 2019年1月6日・7日    | アイドルマスター シンデレラガールズ スターライトクルーズ                                          | ぱしふぃっくびいなす（神奈川県から出港）        |
| 2019年9月3日・4日    | THE IDOLM@STER CINDERELLA GIRLS 7thLIVE TOUR Special 3chord♪ Comical Pops!                        | 幕張メッセ国際展示場 9-11番ホール（千葉県）     |
| 2019年9月7日         | SHOW BY ROCK!! 3969 in OTODAMA                                                                    | OTODAMA SEA STUDIO（神奈川県）                  |
| 2019年10月20日       | バンダイナムコエンターテインメントフェスティバル                                                  | 東京ドーム（東京都）                            |
| 2019年11月9日・10日  | THE IDOLM@STER CINDERELLA GIRLS 7thLIVE TOUR Special 3chord♪ Funky Dancing!                       | ナゴヤドーム（愛知県）                          |
| 2019年11月24日       | 「SHOW BY ROCK!!」3969 GRATEFUL ROCK FESTIVAL                                                     | オリンパスホール八王子（東京都）                |
| 2021年10月3日        | TVアニメ「SHOW BY ROCK!!STARS!!」ガールズバンドふぇす!!2021                                       | 立川ステージガーデン（東京都）                  |
| 2021年10月11日       | スタマス発売直前！アイドルマスター スターリットシーズン スペシャルトーク＆ステージ                | MIRAIKEN studio（東京都）                       |
| 2021年11月27日・28日 | THE IDOLM@STER CINDERELLA GIRLS 10th ANNIVERSARY M@GICAL WONDERLAND TOUR!!! Celebration Land      | 幕張イベントホール（千葉県）                    |
| 2022年4月2日・3日    | THE IDOLM@STER CINDERELLA GIRLS 10th ANNIVERSARY M@GICAL WONDERLAND!!!                            | ベルーナドーム（埼玉県）                        |
| 2022年5月14日        | バンダイナムコエンターテインメントフェスティバル 2nd                                              | ZOZOマリンスタジアム（千葉県）                  |
| 2022年9月3日・4日    | THE IDOLM@STER CINDERELLA GIRLS LIKE4LIVE #cg_ootd                                                | 日本ガイシホール（愛知県）                      |
| 2023年2月12日        | THE IDOLM@STER M@STERS OF IDOL WORLD!!!!! 2023                                                    | 東京ドーム（東京都）                            |
| 2023年2月25日        | ユアマジェスティ 1st LIVE 「MAJESTIC LIVE」                                                       | KT Zepp Yokohama（神奈川県）                    |
| 2023年7月16日        | ひなビタ♪10th Anniversary Festival                                                                | RaiBoC Hall（埼玉県）                           |
| 2023年10月8日        | ユアマジェスティ3rd LIVE「MAJESTIC LIVE - Door of Hope -」Day1                                    | 幕張メッセ 国際展示場ホール（千葉県）           |
| 2023年12月9日        | 異次元フェス アイドルマスター★♥ラブライブ!歌合戦 Day1                                             | 東京ドーム（東京都）                            |
| 2024年3月31日        | ひなビタ♪LIVE2024 Sweet Smile Memories                                                            | 府中の森芸術劇場 どりーむホール（東京都）       |
| 2024年9月14日・15日  | THE IDOLM@STER CINDERELLA GIRLS STARLIGHT FANTASY                                                 | Kアリーナ横浜（神奈川県）                       |
| 2025年3月8日・9日    | THE IDOLM@STER CINDERELLA GIRLS STARLIGHT STAGE 10th ANNIVERSARY TOUR Let's AMUSEMENT!!! 大阪公演 | 大阪城ホール（大阪府）                          |